# Aeropuerto de Mánchester
El Aeropuerto de Mánchester (IATA: MAN, OACI: EGCC) es un gran aeropuerto, ubicado en Ringway en la Ciudad de Mánchester dentro de Gran Mánchester, Reino Unido, y es el aeropuerto con más operaciones del país, si no exceptuamos la región de Londres, en cuanto a pasajeros. Mánchester es el tercer aeropuerto con más tráfico del Reino Unido y el mayor sin tener en cuenta los de la zona de Londres, en términos de pasajeros que pasaron por sus instalaciones.
Una pequeña parte del aeropuerto se extiende por Cheshire East. Las terminales están ubicadas—7,5 nmi (13,9 km) al suroeste del centro de Mánchester. Fue abierto oficialmente el 25 de junio de 1938, y fue inicialmente conocido como Aeropuerto de Ringway. Durante la Segunda Guerra Mundial fue conocido como RAF Ringway, y desde 1975 hasta 1986 el nombre fue cambiado al de Aeropuerto Internacional de Mánchester.
El aeropuerto está dirigido por la Manchester Airports Group (MAG), que es una compañía perteneciente a los diez consorcios metropolitanos del Gran Mánchester, y es el mayor grupo aeroportuario británico. Cada uno de estos consorcios tiene su escudo de armas expuesto en una de las luces de aproximación al aeropuerto. La aeropuerto ha recibido diversos premios, incluyendo el de Mejor Aeropuerto del Mundo en 1995 y el de Mejor Aeropuerto Británico en 2008 de la Travel Weekly Globe Awards. El aeropuerto tiene dos pistas, tres terminales y un intercambiador de transportes terrestres, incluyendo una estación de trenes.
El aeropuerto de Mánchester tiene una licencia de aeródromo de uso público de la CAA (Número P712) que permite vuelos de transporte público de pasajeros y para vuelos de instrucción. En 2009, el Aeropuerto de Mánchester obtuvo 18.724.889 pasajeros en 172.515 operaciones, haciéndolo el cuarto aeropuerto con más tráfico del Reino Unido en número de pasajeros y en el tercero en cuanto a operaciones.

## Historia
El aeropuerto nació a mediados de 1934 cuando esta ubicación fue elegida para albergar el aeropuerto. El 25 de julio de 1934, el Consorcio de la Ciudad de Mánchester votó mayoritariamente en favor del lugar de Ringway como ubicación del nuevo aeropuerto de la ciudad. El lugar planificado para el aeropuerto era a su vez parte de Cheshire, pese a la mayoría de terreno de Ringway (al sur del Río Mersey).
La construcción fue oficialmente iniciada por Lord Mayor el 28 de noviembre de 1935 y fue abierto al tráfico civil a principios de verano de 1938. El aeropuerto fue inaugurado oficialmente el 25 de junio de 1938 durante una exhibición aérea que incluía tanto aviones civiles como de la RAF y recibió su primer vuelo regular, un KLM operado con un Douglas DC-2 desde Ámsterdam. El aeropuerto en este momento era conocido como Ringway. Antes de la guerra, KLM era el único operador internacional en Ringway y ofrecía parada facultativa en Doncaster. 4.000 pasajeros utilizaron el aeropuerto en 1938 y otros 4.000 durante los ocho primeros meses del año 1939, previos a la declaración de guerra que supuso el fin de las operaciones civiles.
La construcción de la base de la RAF comenzó en 1939 en el lado noreste del campo de vuelo. RAF Ringway fue utilizada tanto para vuelos operativos como de entrenamiento. El principal usuario fue la Escuela de Entrenamiento de Paracaidistas N.º 1 de la RAF que entrenó a más de 60.000 paracaidistas entre junio de 1940 y marzo de 1946. Los entrenamientos de paracaidismo tenían lugar sobre Tatton Park, tras recibir permiso de su propietario, Lord Egerton.

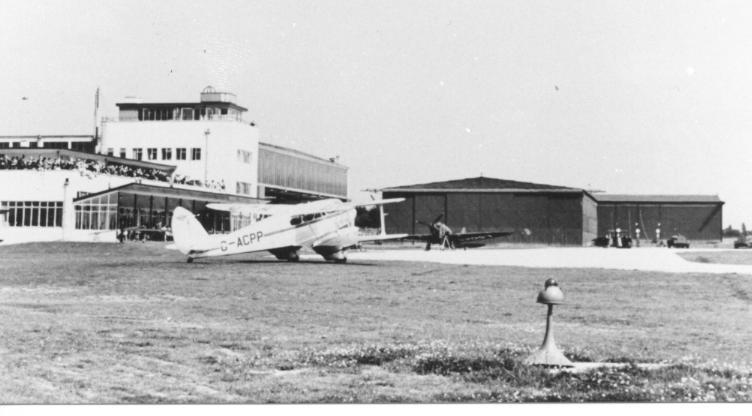
Terminal del aeropuerto de Ringway, torre de control y hangares en septiembre de 1939 con un De Havilland Dragon Rapide de Great Western and Southern Airlines

. Un complejo de hangares y naves en el lado noroeste del campo fueron usados por Fairey Aviation para la construcción, modificación y pruebas de más de 4.000 aviones. Desde la primavera de 1939, Avro utilizó el principal hangar, construido en 1938 para el ensamblaje y pruebas de los bombarderos Avro Manchester, Avro Lancaster y Avro Lincoln. Los tres hangares del lado sur, fueron erigidos en 1942/1943 y usados para el ensamblaje del avión de transporte militar Avro York.
La llegada de los aviones pesados supusieron que la zona de aterrizaje de hierba resultase sumamente dañada, en especial durante los días de lluvia del invierno de 1940/41. Las heladas de los días fríos hicieron que los trenes de aterrizaje resultasen dañados durante el rodaje. Se construyeron dos pistas asfaltadas de 3000 pies (914,4 m) de longitud entre junio y diciembre de 1941. Las pistas fueron designadas como 06/24 y 10/28. Esta última fue ampliada hasta los 4200 pies (1280,2 m) en enero de 1943 para acomodar a los cuatrimotores usados en RAF Ringway y se construyó la pista 02/20 de 3300 pies (1005,8 m). Las pistas 02/20 y 10/28 dejaron de ser usados por los aviones de línea a mediados de los cincuenta pero esta última fue usada por los aviones ligeros durante treinta años más. Desde entonces ambas están fuera de uso.

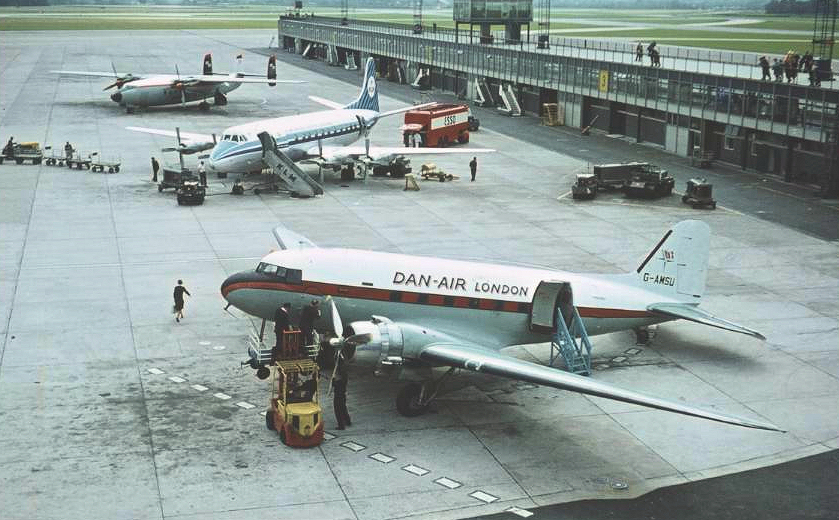
Módulo B de la terminal de 1962 (actual Terminal 1) en el verano de 1964 mostrando el aparcamiento en uso en aquel momento y un Douglas Dakota de Dan-Air, un Vickers Viscount de KLM y un Airspeed Ambassador de Dan-Air. La terraza pública del módulo es visible en esta fotografía también.

Tras la guerra, el aeropuerto creció fuertemente. El primer vuelo regular transatlántico comenzó el 28 de octubre de 1953, operado por Sabena Belgian World Airlines al aeropuerto Idlewild (actual aeropuerto JFK) de Nueva York. En 1958 el aeropuerto obtuvo 500.000 pasajeros, en un único año. El aeropuerto comenzó a operar las 24 horas del día desde el 1 de abril de 1952. Una nueva ampliación de la pista principal (desde 5900 pies (1798,3 m) a 7.000 ft) fue inaugurada el 23 de abril de 1958 permitiendo vuelos regulares directos a Norteamérica. La terminal 1 fue la primera terminal de posguerra propuesta e inaugurada a finales de 1962; Mánchester fue entonces el único aeropuerto de Europa en tener módulos de aeronaves.
En 1972 el aeropuerto fue rebautizado como "Aeropuerto Internacional de Mánchester" y fue declarado como "puerta de entrada internacional" en los ochenta. En 1974, Una revisión del gobierno local situó el aeropuerto totalmente dentro de las dependencias de la ciudad de Mánchester al incluirlo en el área del Gran Mánchester. Sin embargo, debido a la constante ampliación del aeropuerto volvió a introducirse nuevamente en terrenos de Cheshire a principios de los ochenta. El aeropuerto se ha internado desde entonces en terrenos de Cheshire, principalmente debido a que la segunda pista está ubicada totalmente en terrenos de Cheshire.
La pista principal sufrió una nueva ampliación hasta los 10 000 pies (3048,0 m), inaugurándose esta el 17 de agosto de 1982 para atraer a los vuelos de largo alcance a destinos de todo el mundo. En 1988 el aeropuerto celebró su Jubilación Dorada y en aquel momento contabilizaba 9,5 millones de pasajeros anuales. Debido al constante crecimiento de pasajeros, la necesidad de contar con una nueva terminal se hizo pronto indispensable. En 1993, la terminal 2 y la estación de trenes fueron inauguradas, uniendo el aeropuerto a la red nacional de ferrocarriles.

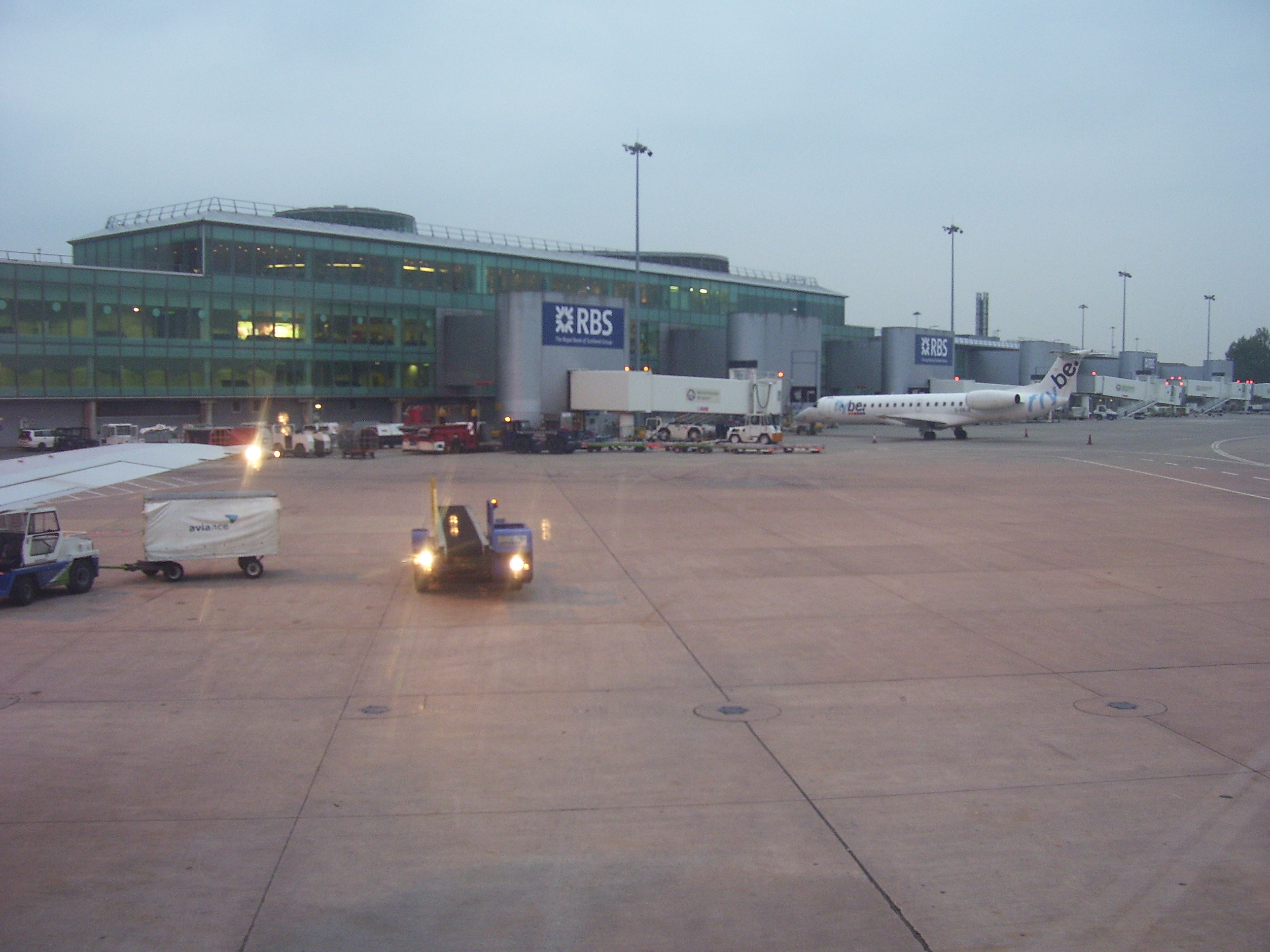
Estacionamiento de aeronaves en la terminal 3

En 1997 se aprobó la construcción de la "Pista Dos", actual pista 23L/05R (la cuarta construida en el aeropuerto) y los trabajos se iniciaron ese mismo año. Inaugurada en 2001 con un coste de 172 millones de libras y fue la primera pista comercial de gran longitud abierta en Reino Unido en los últimos veinte años. Otro hito importante, llegó en 2004, cuando el aeropuerto alcanzó la cifra de veinte millones de pasajeros anuales. También ese año, fue inaugurado el nuevo intercambiador de transporte público, valorado en sesenta millones de libras (conocido como "La estación"), uniendo lanzaderas, autobuses y trenes bajo un mismo techo. El aeropuerto de Mánchester se está adecuando para poder recibir al Airbus A380 en unos pocos años, como parte de una importante ampliación del aeropuerto, para poder certificarlo como aeropuerto alternativo para los vuelos del A380. En marzo de 2010, Emirates anunció que tenía previsto iniciar vuelos diarios con A380 en uno de sus dos vuelos diarios desde Mánchester a Dubái, desde el 1 de septiembre de 2010.
El 7 de junio de 2007, a las 00:00 UTC (01:00 BST), las asignaciones de pistas del aeropuerto de Mánchester fueron reescritas, para adecuarse a la variación del norte magnético. Los antiguos rumbos de las pistas eran 056° y 236° con asignación 06L/24R y 06R/24L respectivamente. Los nuevos rumbos de pista son 054° y 234° con asignación 05L/23R y 05R/23L respectivamente. Las señales de rodadura y entrada de pista fueron cambiadas en la tarde del 6 de junio de 2007. Las designaciones de pistas fueron cambiadas a la vez.

## Terminales y destinos

### Terminales

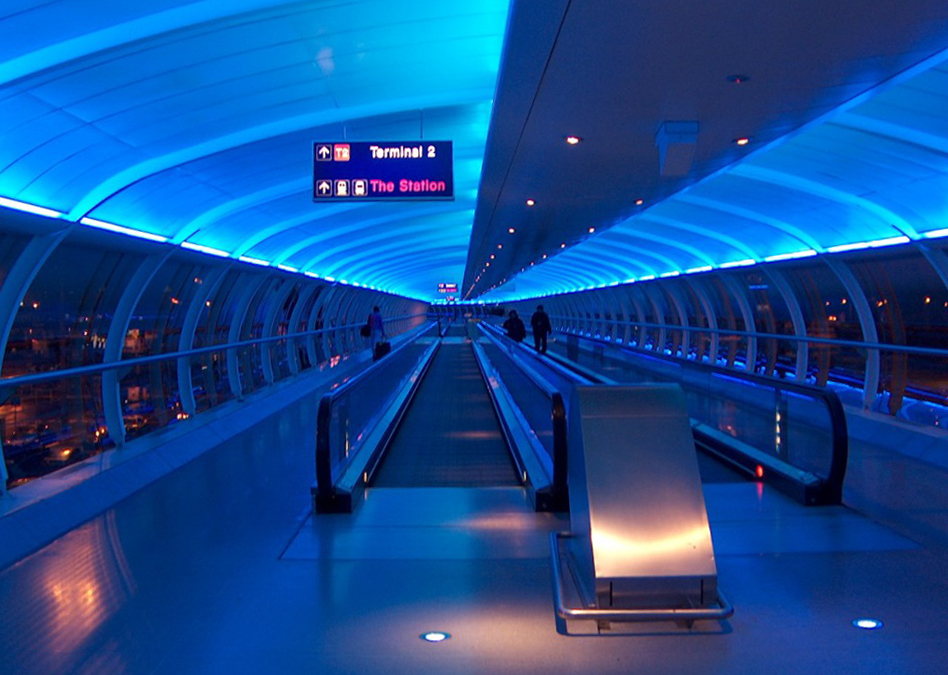
Terminal 1 skylink

El aeropuerto de Mánchester tiene tres terminales de pasajeros (Terminales 1, 2 y 3). Siguiendo el trabajo estructural entre la Terminal 1 y la Terminal 3, se observa que no hay ninguna estructura cubierta entre ambas terminales. Los movimientos entre las terminales 1 y 3 se pueden hacer a pie por un camino no cubierto aunque actualmente se está instalando una cubierta para este camino. Además, se cuenta con un servicio de bus gratuito que también tiene parada en 'La estación', aunque este servicio será cancelado cuando se concluya la construcción de la cubierta. Las terminales 1 y 2 están unidas por el skylink, con plataformas deslizantes para ayudar a los pasajeros que hayan de recorrer su camino en un máximo de 10-15 minutos. El skylink también conecta las terminales con el complejo de transportes ("La Estación") y el Radisson BLU Hotel.
El aeropuerto proporciona vuelos regulares directos a diversos destinos de todo el mundo a través de 84 aerolíneas. Entre las compañías norteamericanas en Mánchester se incluyen American Airlines y Delta Air Lines. El único operador británico que opera en el mercado de Estados Unidos es Virgin Atlantic. Las compañías que operan al mercado asiático son Air Blue, Emirates, Etihad Airways, Pakistan International Airlines, Qatar Airways y Singapore Airlines. bmi ofrecía volar a diversos destinos desde la terminal 3, pero el 5 de noviembre de 2008, la aerolínea anunció que todas sus rutas desde Mánchester a Norteamérica, incluyendo a Chicago y Las Vegas, además de los vuelos vacacionales al Caribe, eran cancelados. La aerolínea chárter TUI Airways utiliza Mánchester como su base principal de operaciones. El aeropuerto también sirve como hub secundario para bmibaby, Flybe, Jet2.com y Virgin Atlantic. Muchas otras aerolíneas británicas tienen una fuerte presencia en el aeropuerto.
El aeropuerto de Mánchester ofrece vuelos a más de 190 destinos a todo el globo y 65 tour operadores utilizan la instalación. Muchas de las rutas transoceánicas de Mánchester están servidas por vuelos chárter a destinos vacacionales, algunos de ellos estacionales. La proporción de pasajeros regulares del aeropuerto de Mánchester ha subido de solo un 40% a comienzos de los noventa hasta el 63% de 2007.

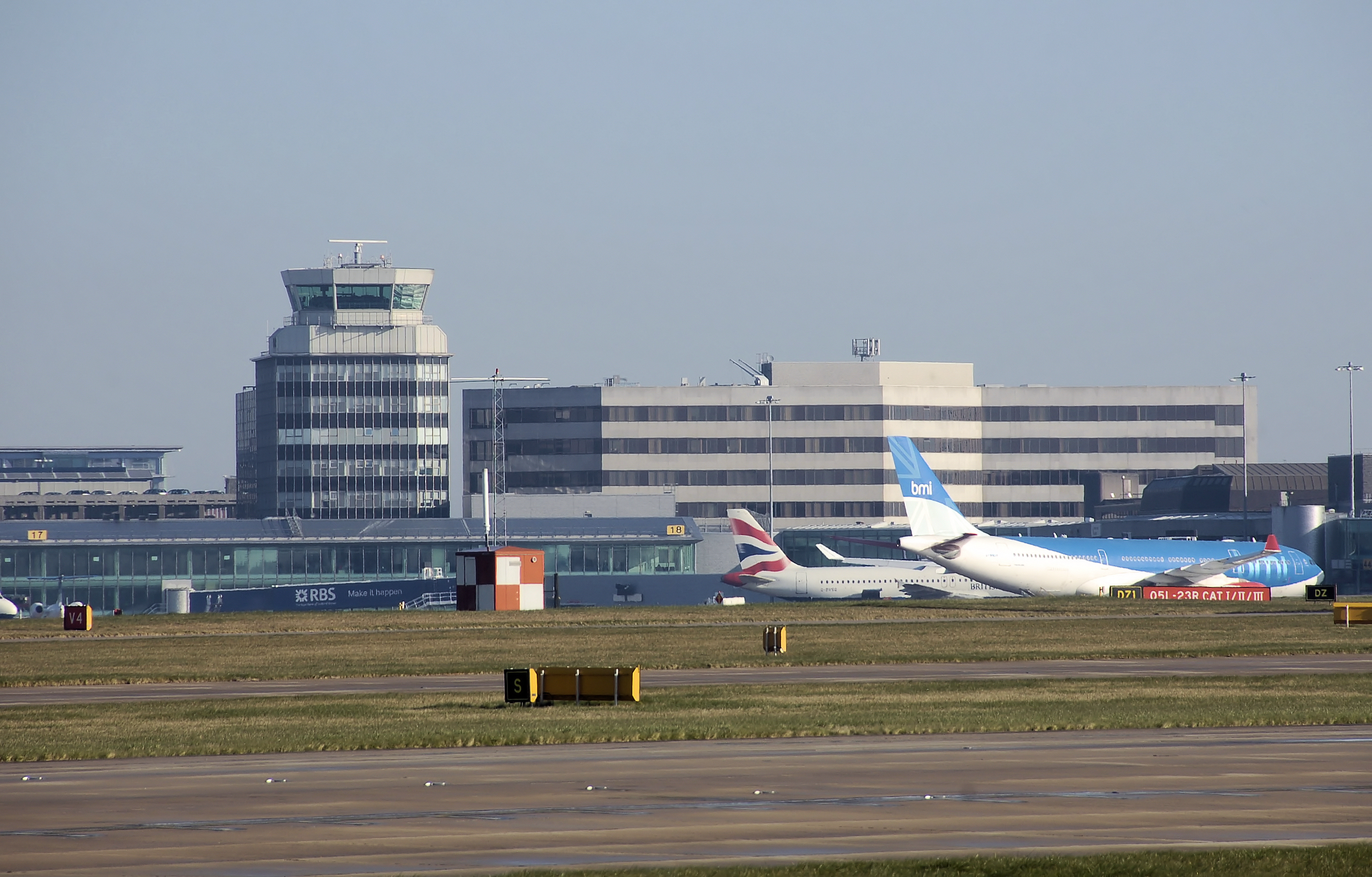
La instalación aérea vista desde el sur.

Mánchester ofrece más destinos que algunos de los aeropuertos más grandes de Estados Unidos, incluyendo Nueva York, Chicago y Dallas, aunque permanece ligeramente por detrás de los tres grandes 'hubs' de la red de aviación global - Atlanta, Fráncfort y Ámsterdam - donde se llegan a ofrecer más de 250 destinos. Sin embargo, Mánchester sirve más destinos extranjeros que Atlanta y Fráncfort (aunque no Ámsterdam), aunque está muy por detrás en cuanto a número de pasajeros gestionados.

#### Terminal 1

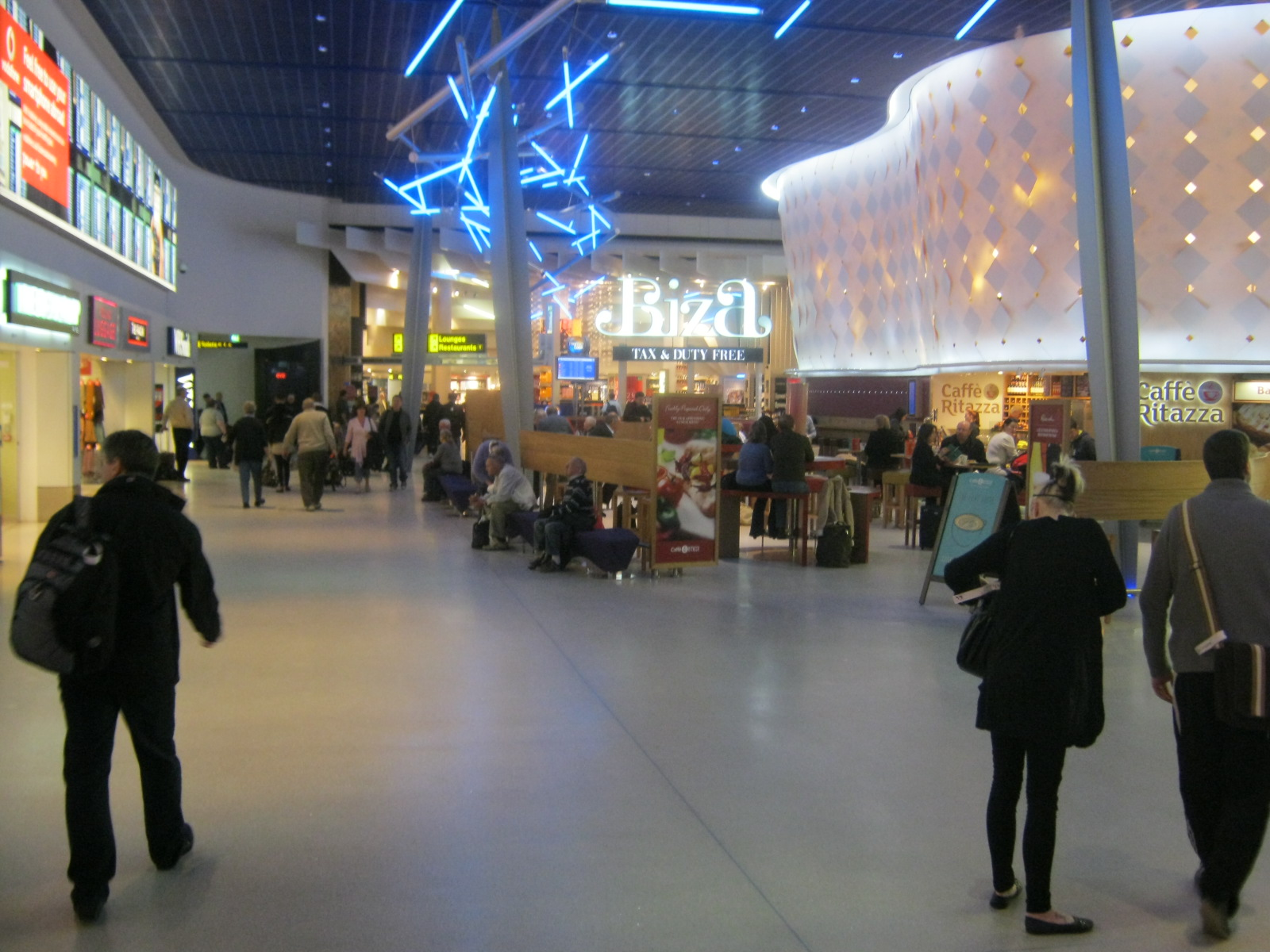
Salidas en la Terminal 1

La terminal 1 gestiona el tráfico internacional y es servida por los miembros de Star Alliance, aerolíneas regulares y operadores chárter. Es así mismo la base de Jet2.com. La terminal tiene veinticuatro posiciones, catorce de ellas con finger. Fue abierta en 1962 por el duque de Edimburgo con una capacidad anual de 2,5 millones de pasajeros, pero las renovaciones y ampliaciones a las que se ha visto sometida desde entonces han hecho que la terminal tenga una capacidad en la actualidad de unos once millones de pasajeros anuales.
En verano de 2009, se completó el programa de rediseño de la terminal 1 valorado en 50 millones de libras. Como mejoras de esta obra, que duró más de dos años, merece la pena destacar un nuevo acceso de control valorado en catorce millones de libras con catorce puestos de seguridad abiertos en abril de 2008. La zona de llegadas de la terminal fue entonces reestructurada con más zonas de comida y descanso. La sala de llegadas de la terminal 1 ha sido ampliada, dotándola de una mayor opción de zonas de compras y comidas, además de una eliminación virtual del lado tierra, y nuevas salas vip. Tras la aprobación de la ley de espacios sin humo de Inglaterra, la sala de fumadores del interior de la terminal fue clausurada, sustituyendo su espacio en 2010 por una torre que lleva a una terraza de fumadores para permitir a los pasajeros fumar después de pasar el control de seguridad. El énfasis en las zonas de descanso implica la disponibilidad de una zona muy amplia para caminar desde los controles de seguridad hasta la zona de espera del lado aire, parcialmente debida a que la nueva configuración dirige a los pasajeros directamente a una amplia tienda "duty free" de camino a las puertas de embarque. Actualmente existen planes para añadir una nueva zona de embarque y una ampliación de puertas de embarque a la terminal como preparación para poder atender mejor el vuelo del Airbus A380 a Mánchester, con un vuelo de Emirates que comenzará el 1 de septiembre de 2010; habiendo sido la puerta 12, del módulo B acondicionada para acomodar al A380. Esto surgió tras presentarse un replanteamiento de la terminal en el aeropuerto, con la intención de convertir la terminal 1 en la infraestructura para los vuelos internacionales regulares. Virgin Atlantic, Etihad Airways y Singapore Airlines han expresado también su intención de operar vuelos desde Mánchester con el A380.

#### Terminal 2

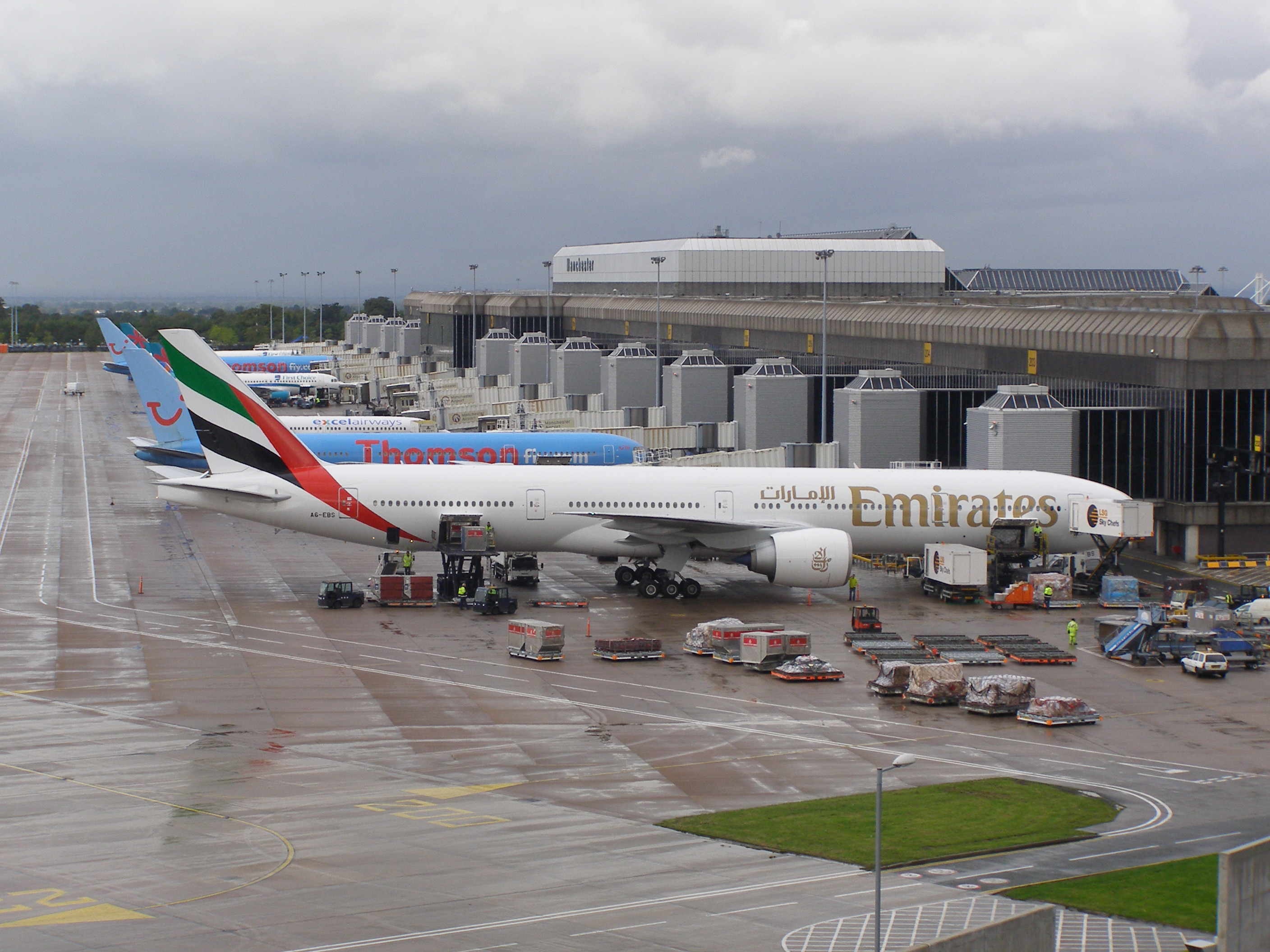
Terminal 2 (Emirates se ha trasladado ya a la terminal 1)

La terminal 2 es utilizada principalmente por las aerolíneas miembros de SkyTeam y para los vuelos de largo alcance y los vuelos chárter solamente a destinos internacionales. Abierta en 1993, gestiona los vuelos europeos e intercontinentales. Algunas aerolíneas regulares europeas como Air France, Air Malta y KLM operan sus vuelos desde esta terminal, mientras que la aerolínea chárter TUI Airways utiliza la terminal como base.
La terminal 2 tiene dieciséis puertas, de las cuales quince tienen puentes de embarque. El diseño de la terminal posibilita una mayor ampliación de sus instalaciones; y contando ya con permisos para incrementar el número de puertas de embarque, así como la construcción de una terminal satélite a esta. La terminal 2 tiene una capacidad actual de ocho millones de pasajeros al año, y podría ser ampliada hasta poder gestionar veinticinco millones de pasajeros anualmente. En 2007, se inició un proyecto valorado en once millones de libras para rediseñar la terminal 2 proporcionando una mejora de las instalaciones de seguridad e incrementando los servicios de comida y ventas. Esto tendrá como resultado la eliminación de la zona de tiendas del lado tierra para permitir una ampliación de la sala de llegadas en el lado aire. La zona de llegadas de la planta baja está siendo también rediseñada para posibilitar una mejora de las instalaciones de comida y ventas. Al igual que en la terminal 1, tras la aprobación de la ley de espacios libres de humo, la sala interna habilitada para fumadores fue clausurad, reemplazándola a cambio en 2009 por una zona externa de fumadores en la puerta 300 para permitir a los pasajeros fumar tras pasar el control de seguridad. La zona de embarque tiene así mismo una zona de juegos para niños sin supervisión en la puerta 206. La nueva zona de seguridad del piso superior de la terminal 2 fue abierta en julio de 2008 y la total reestructuración de la terminal fue concluida en otoño de 2009.
No está previsto que la terminal 2 pueda acomodar al Airbus A380. Por el contrario, la terminal está planteada para captar la mayoría de vuelos chárter vacacionales, con un trasladado en un futuro inmediato de la mayoría de aerolíneas chárter y algunas regulares a esta terminal.

#### Terminal 3

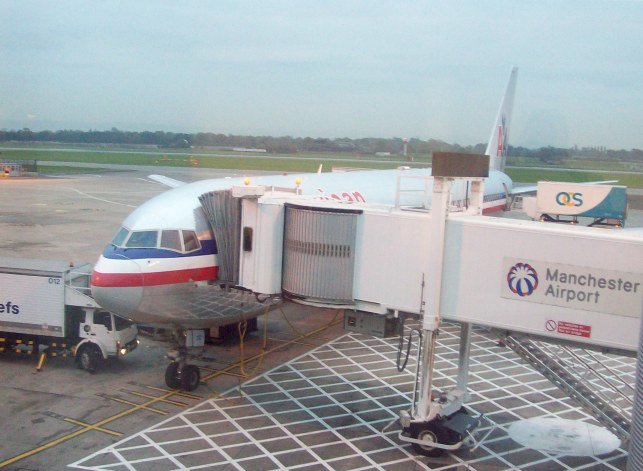
Boeing 767 de American Airlines en la Terminal 3

La terminal 3 fue conocida también como "Terminal 1 - British Airways", "Terminal 1A" y "Terminal 3 - British Airways y Domésticos". Fue inaugurada por Diana, Princesa de Gales en mayo de 1989. En junio de 1998, British Airways abrió su nueva instalación terminal valorada en 75 millones de libras, una ampliación importante de la terminal 3, y fue el principal usuario de la terminal junto con sus aerolíneas asociadas. Sin embargo, más recientemente ha comenzado a disminuir operaciones en el aeropuerto de Mánchester con la venta de su filial BA Connect a Flybe; el final de su acuerdo de colaboración con GB Airways y la supresión de su vuelo diario a Nueva York-JFK en octubre de 2008, tras 54 años de operación. Esto propició que la operación de BA se centre sólo en vuelos a Londres Heathrow y Londres Gatwick desde Mánchester.
Tras hacerse cargo de varias rutas de BA Connect, Flybe ha ido añadiendo más destinos. A día de hoy, Flybe, Bmibaby y EasyJet son los mayores operadores de la terminal 3. Otras de las empresas que operan en la terminal son Air Southwest, American Airlines, Brussels Airlines y Adria Airways.

### Aerolíneas y destinos

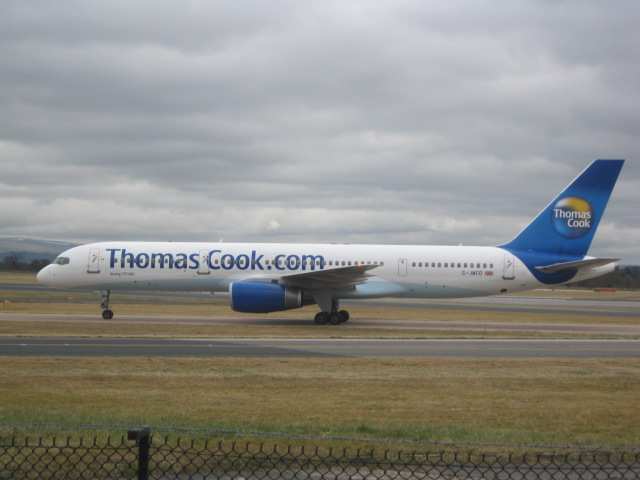
Un Boeing 757-200 de Thomas Cook Airlines rodando hacia el estacionamiento.

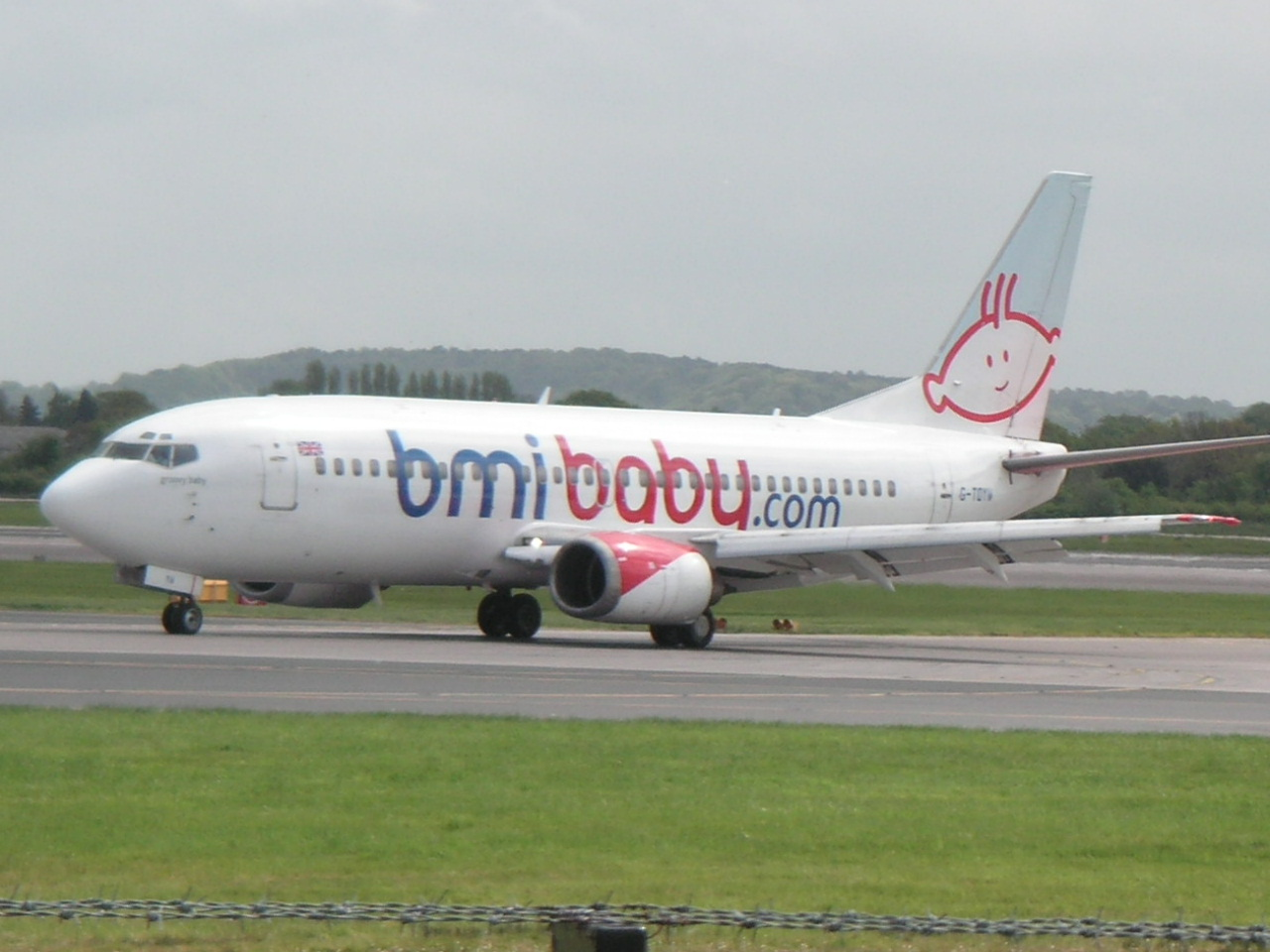
Un Boeing 737-300 de Bmibaby rodando por el aeropuerto.

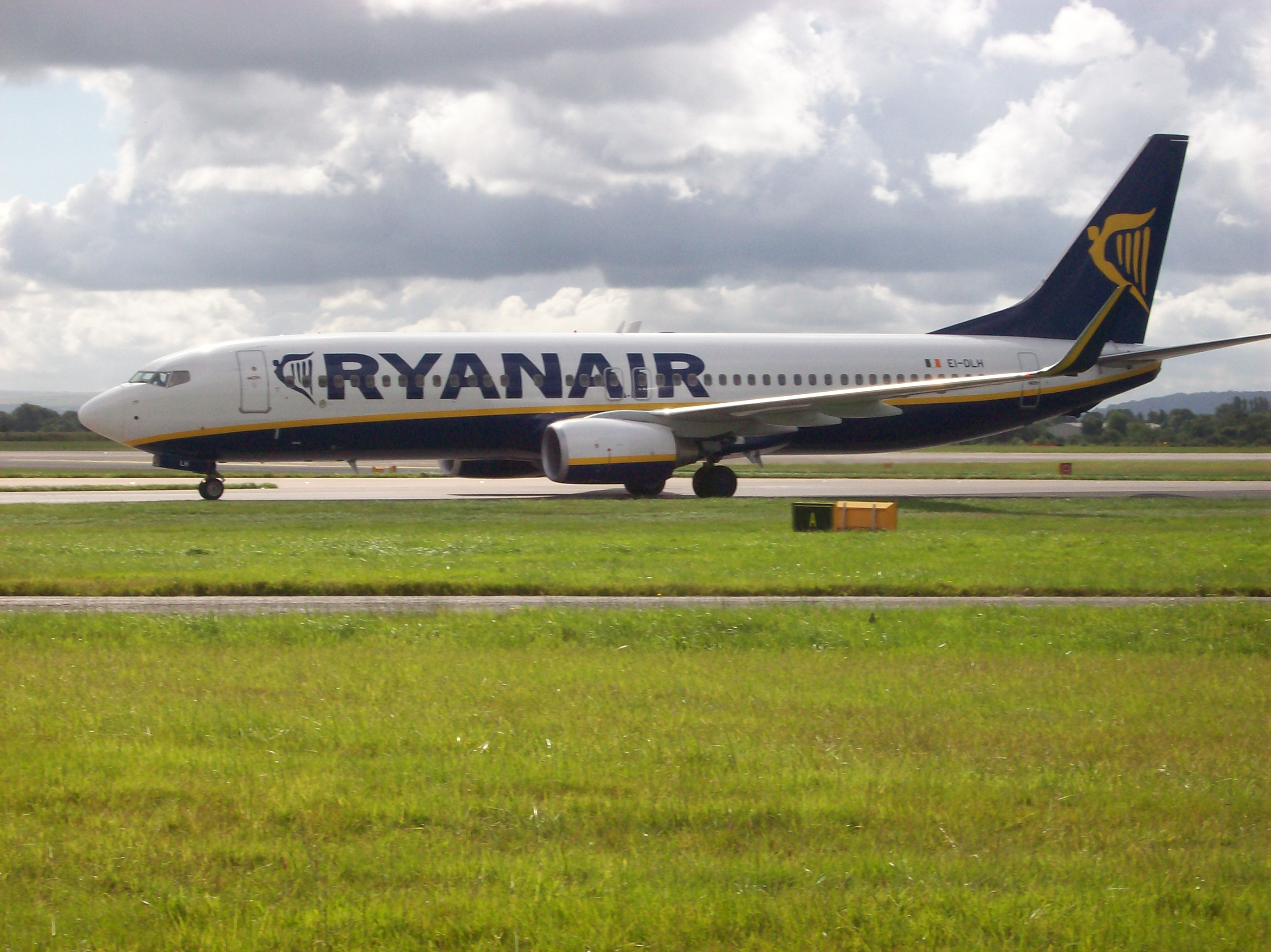
Un Boeing 737-800 de Ryanair rodando por el aeropuerto.

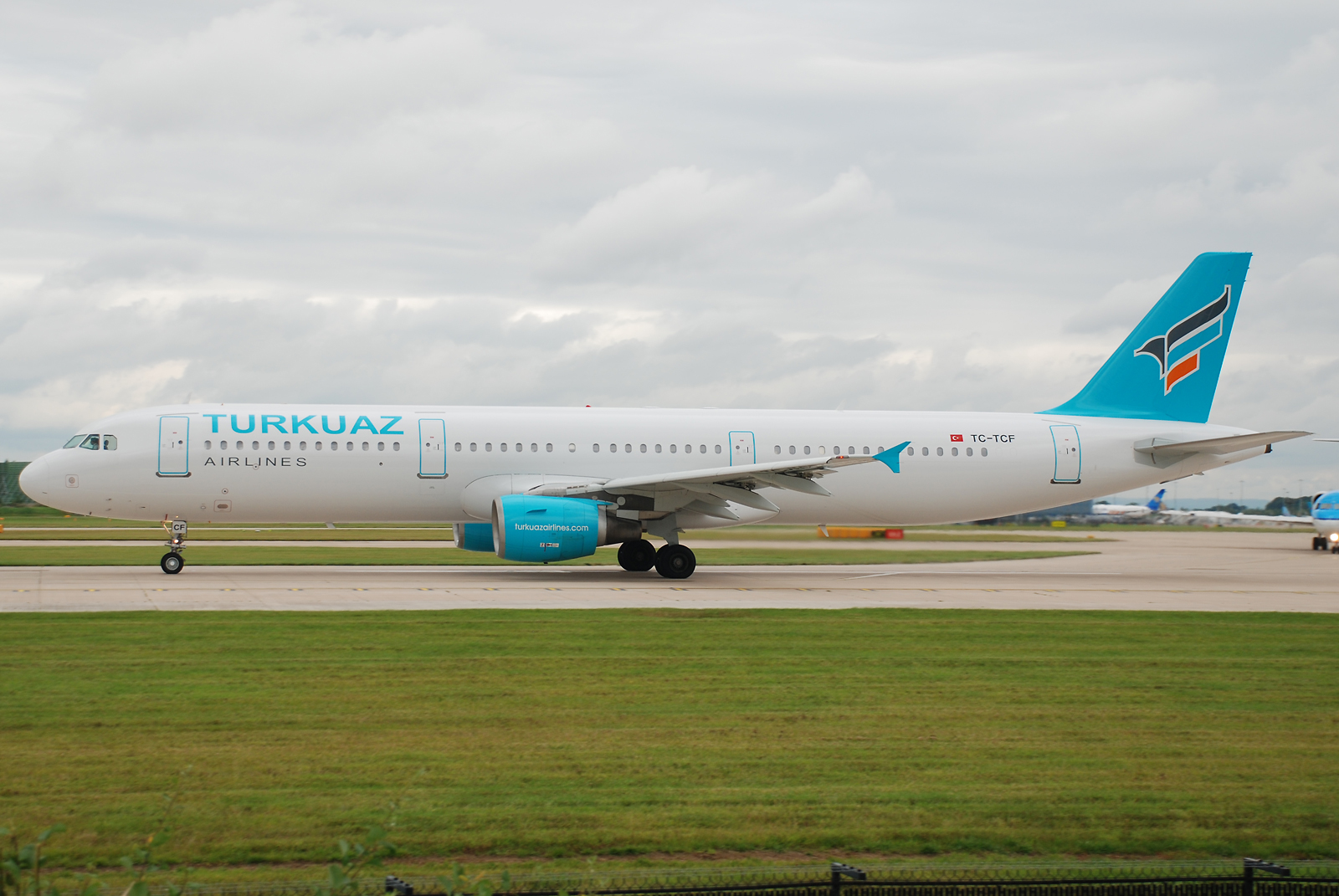
Un Airbus A321-200 de Turkuaz Airlines preparándose para despegar.

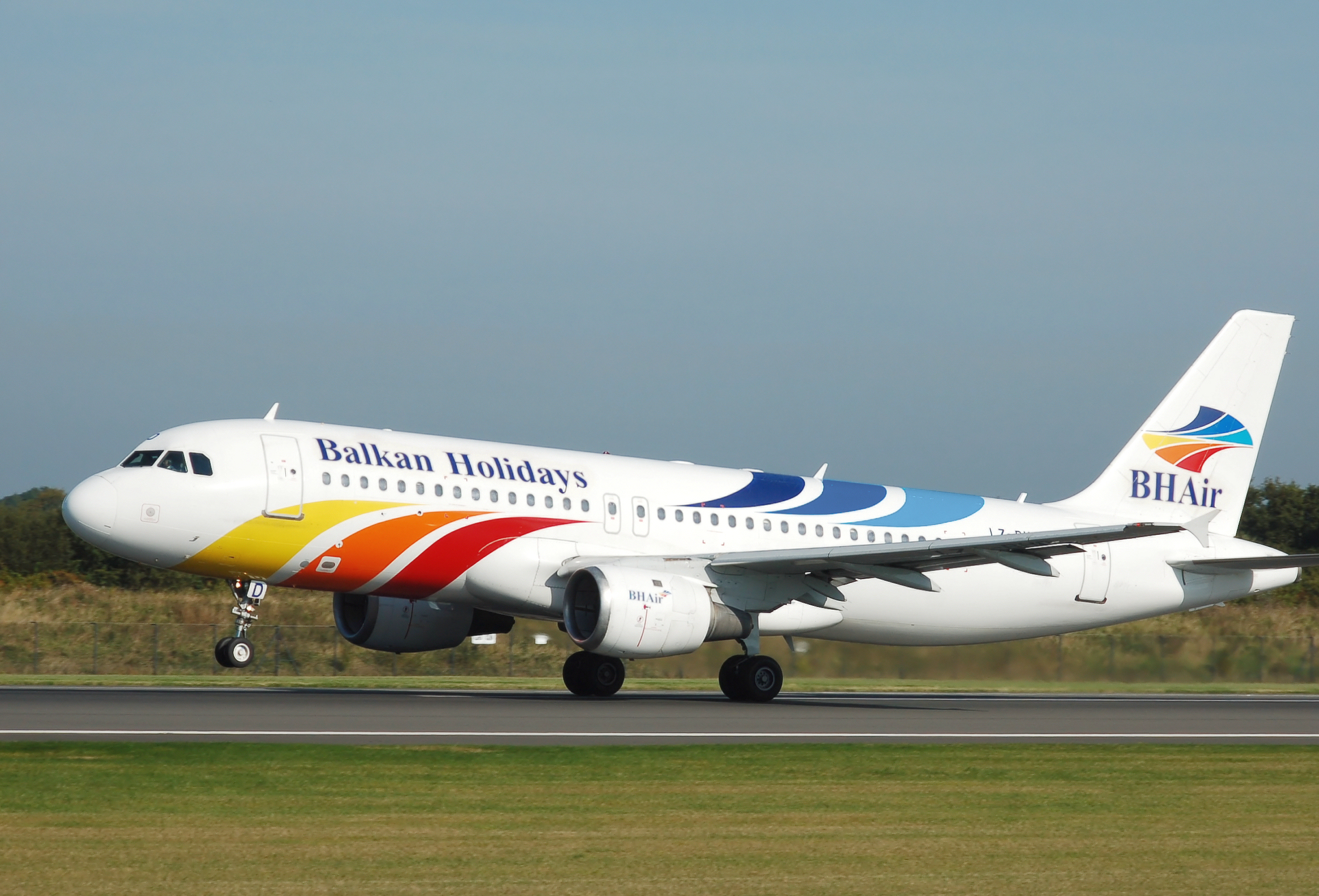
Un Airbus A320-200 de BH Air en rotación.

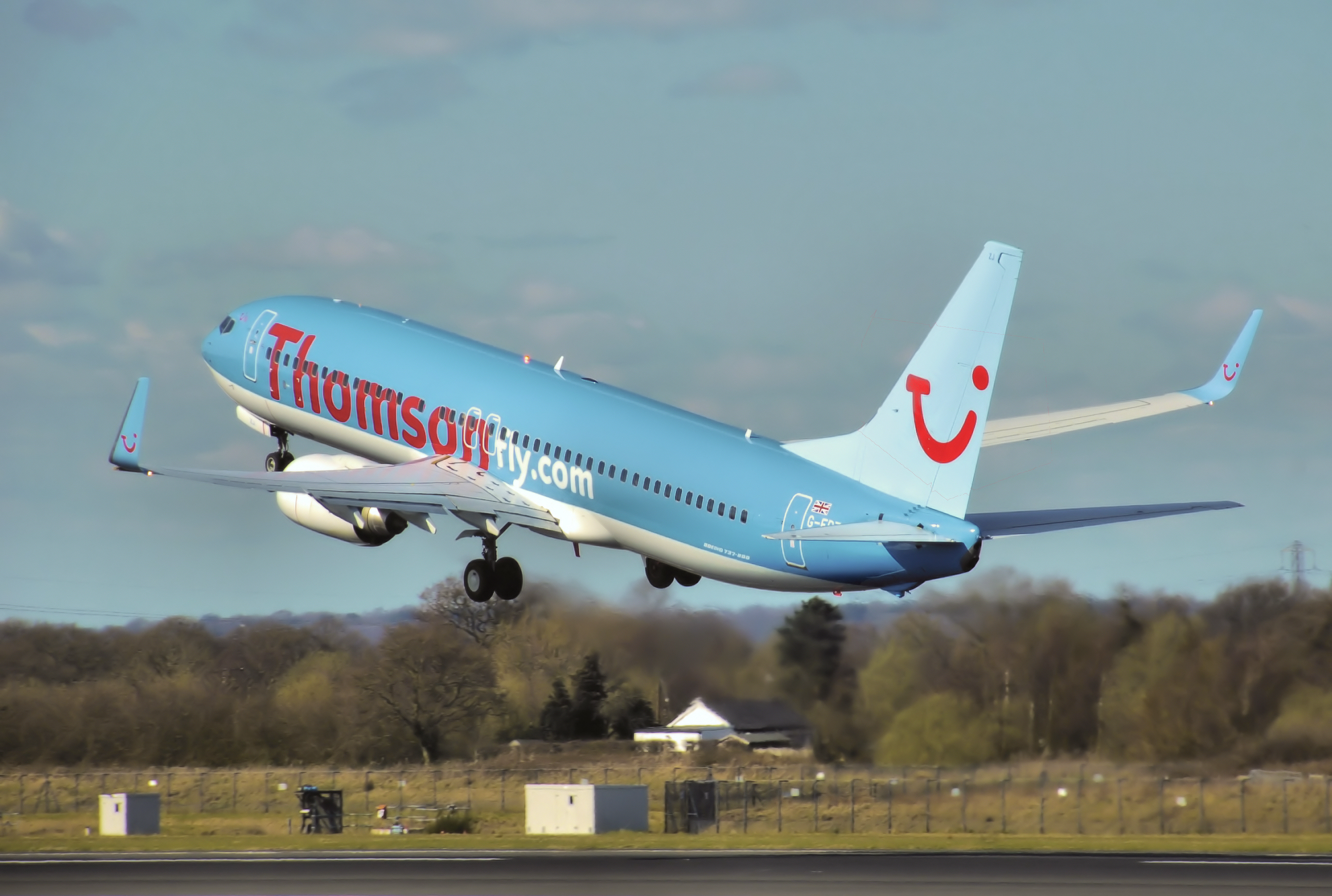
Un Boeing 737-800 de Thomson Airways despegando.

| Aerolíneas                                         | Destinos | Terminal |
| -------------------------------------------------- | --- | -------- |
| Aer Lingus                                         | Cork, Dublín | 1        |
| Aer Lingus Regional operado por Aer Arann          | Cork, Shannon | 1        |
| Air France                                         | París-Charles de Gaulle | 3        |
| Air Transat                                        | Toronto-Pearson | 1        |
| American Airlines                                  | Filadelfia | 3        |
| Aurigny Air Services                               | Guernsey | 1        |
| Belavia                                            | Minsk [estacional] | 2        |
| BH Air                                             | Burgas, Plovdiv, Varna | 1        |
| British Airways                                    | Londres-Gatwick, Londres-Heathrow | 3        |
| British Airways operado por Sun Air of Scandinavia | Billund | 3        |
| Brussels Airlines                                  | Bruselas | 3        |
| Delta Air Lines                                    | Nueva York-JFK | 2        |
| EasyJet                                            | Alicante, Ámsterdam, Atenas, Bastia, Bilbao, Copenhague, Corfú, Dalamán, Gibraltar, Ginebra, Gotemburgo-Landvetter, Hamburgo, Heraclión, Helsinki, Málaga, Malta, Marrakech, Menorca, Milán-Malpensa, Múnich, Olbia, Pafos, París-Charles de Gaulle, Sharm el-Sheij, Sofía, Tenerife-Sur, Zúrich | 1        |
| Emirates                                           | Dubái | 1        |
| Etihad Airways                                     | Abu Dabi | 1        |
| Finnair                                            | Helsinki | 1        |
| Freebird Airlines                                  | Antalya, Dalamán [estacional] | 2        |
| Iberia Express                                     | Madrid Barajas | 3        |
| Icelandair                                         | Reikiavik-Keflavik | 1        |
| Jet2.com                                           | Alicante [estacional], Bodrum [estacional], Budapest, Chambéry [estacional], Dalamán [estacional], Dubrovnik [estacional], Faro [estacional], Funchal [estacional], Ginebra [estacional], Gran Canaria, Heraclión [estacional], Hurgada, Ibiza [estacional], Kos [estacional], Lanzarote, Málaga [estacional], Monastir [estacional], Murcia, Niza [estacional], Palma de Mallorca [estacional], Pisa [estacional], Praga, Olbia [estacional], Reus [estacional], Rodas [estacional], Roma-Fiumicino, Rovaniemi [estacional], Salzburgo [estacional], Sharm el-Sheij, Split [estacional], Tenerife-Sur, Tel Aviv, Venecia-Marco Polo | 1        |
| KLM                                                | Ámsterdam | 3        |
| KLM operado por KLM Cityhopper                     | Ámsterdam | 3        |
| Lufthansa                                          | Fráncfort del Meno, Múnich | 1        |
| Lufthansa Regional operado por Eurowings           | Dusseldorf, Hamburgo |          |
| Pegasus Airlines                                   | Antalya, Dalamán, Ercan | 1        |
| Qatar Airways                                      | Doha | 2        |
| Ryanair                                            | Alicante, Beauvais, Bremen, Charleroi, Dublín, Faro, Gerona, Hahn, Katowice, Madrid, Málaga, Memmingen, Milán-Orio al Serio, Murcia, Oslo-Rygge, Roma-Ciampino, Rzeszow, Sevilla, Tenerife-Sur estacional: Béziers, Biarritz, Ibiza, Palma de Mallorca, Reus, Tallin, Tours, Valencia | 3        |
| Scandinavian Airlines                              | Copenhague, Oslo-Gardermoen, Estocolmo-Arlanda | 1        |
| Singapore Airlines                                 | Múnich, Singapur | 2        |
| Swiss International Air Lines                      | Zúrich | 1        |
| Swiss International Air Lines                      | Basilea/Mulhouse | 1        |
| TUI Airways                                        | Agadir, Alicante, Antalya [estacional], Aruba [estacional], Boavista, Bodrum [estacional], Burgas [estacional], Cancún, Catania [estacional], Cefalonia [estacional], Corfú [estacional], Dalamán [estacional], Dubrovnik [estacional], Esmirna [estacional], Faro [estacional], Fuerteventura, Funchal, Gerona [estacional], Gran Canaria, Heraclión [estacional], Holguín [estacional], Hurgada, Ibiza [estacional], Kalamata [estacional], Kavala [estacional], Kos [estacional], La Canea [estacional], Lanzarote, Larnaca [estacional], Lúxor, Málaga, Malé, Malta, Marrakech, Marsa Alam [estacional], Mersa Matruh [estacional], Menorca [estacional], Mombasa [estacional], Monastir, Montego Bay, Míkonos [estacional], Mitilene [estacional], Nápoles [estacional], Orlando-Sanford, Palma de Mallorca, Pafos, Pisa [estacional], Preveza [estacional], Puerto Plata, Puerto Vallarta, Pula [estacional], Punta Cana, Reus [estacional], Rodas [estacional], Sal, Samos [estacional], Santa Cruz de la Palma, Santorini [estacional], Sharm el-Sheij, Scíathos [estacional], Tebas, Tenerife-Sur, Tesalónica [estacional], Varadero, Venecia-Marco Polo [estacional], Verona [estacional], Zante [estacional] | 2        |
| Turkish Airlines                                   | Estambul-Atatürk | 1        |
| United Airlines                                    | Newark, Washington-Dulles (Estacional) | 2        |
| Virgin Atlantic Airways                            | Atlanta, Barbados, Las Vegas, Orlando | 2        |
| Vueling                                            | Alicante, Barcelona, Roma-Fiumicino, Tenerife-Sur | 3        |

### Destinos internacionales
| Ciudades por países       | Nombre del aeropuerto                                           | Aerolíneas | Aeronaves               | Frecuencias semanales |
| África                    | África                                                          | África | África                  | África                |
| ------------------------- | --------------------------------------------------------------- | --- | ----------------------- | --------------------- |
| Cabo Verde                |                                                                 | |                         |                       |
| Isla de Boa Vista         | Aeropuerto Internacional Aristides Pereira                      | TUI Airways | B7x7                    |                       |
| Egipto                    |                                                                 | |                         |                       |
| Hurgada                   | Aeropuerto Internacional de Hurghada                            | TUI Airways | B7x7                    |                       |
| Etiopía                   |                                                                 | |                         |                       |
| Adís Abeba                | Aeropuerto Internacional Bole                                   | Ethiopian (Via GVA) | B787-9                  |                       |
| Marruecos                 |                                                                 | |                         |                       |
| Agadir                    | Aeropuerto de Agadir-Al Massira                                 | Air Arabia Maroc easyJet (Estacional) Ryanair TUI Airways                                                                   | A320-214 A3xx B737 B7x7 |                       |
| Casablanca                | Aeropuerto Internacional Mohámmed V                             | Royal Air Maroc |                         |                       |
| Marrakech                 | Aeropuerto de Marrakech-Menara                                  | easyJet TUI Airways | A3xx B7x7               |                       |
| Norteamérica              |                                                                 | |                         |                       |
| Canadá                    |                                                                 | |                         |                       |
| Montreal                  | Aeropuerto Internacional Pierre Elliott Trudeau                 | Air Canada Rouge (Estacional) Air Transat                                                                                   | A3xx                    |                       |
| Toronto                   | Aeropuerto Internacional Toronto Pearson                        | Air Canada (Estacional) Air Transat                                                                                         | B787-8 A3xx             | 6                     |
| Vancouver                 | Aeropuerto Internacional de Vancouver                           | Air Transat (Estacional) | A3xx                    |                       |
| Estados Unidos            |                                                                 | |                         |                       |
| Atlanta                   | Aeropuerto Internacional Hartsfield-Jackson                     | Virgin Atlantic |                         |                       |
| Filadelfia                | Aeropuerto Internacional de Filadelfia                          | American Airlines |                         |                       |
| Houston                   | Aeropuerto Intercontinental George Bush                         | Singapore Airlines | A350-941                |                       |
| Las Vegas                 | Aeropuerto Internacional Harry Reid                             | Virgin Atlantic (Estacional)                                                                                                |                         |                       |
| Los Ángeles               | Aeropuerto Internacional de Los Ángeles                         | Virgin Atlantic (Estacional)                                                                                                |                         |                       |
| Newark                    | Aeropuerto Internacional Libertad de Newark                     | United Airlines |                         |                       |
| Nueva York                | Aeropuerto Internacional John F. Kennedy                        | Aer Lingus UK Virgin Atlantic                                                                                               | A330-302                |                       |
| Orlando                   | Aeropuerto Internacional de Orlando                             | Aer Lingus UK Virgin Atlantic (Estacional)                                                                                  | A330-302                |                       |
| Orlando                   | Aeropuerto Internacional de Orlando-Melbourne                   | TUI Airways (Estacional) | B787                    |                       |
| México                    |                                                                 | |                         |                       |
| Cancún                    | Aeropuerto Internacional de Cancún                              | TUI Airways | B787                    |                       |
| Puerto Vallarta           | Aeropuerto Internacional de Puerto Vallarta                     | TUI Airways | B787                    |                       |
| Centroamérica y El Caribe |                                                                 | |                         |                       |
| Barbados                  |                                                                 | |                         |                       |
| Bridgetown                | Aeropuerto Internacional Grantley Adams                         | Aer Lingus UK (Estacional) TUI Airways (Estacional) Virgin Atlantic                                                         | A330-302 B787           |                       |
| Jamaica                   |                                                                 | |                         |                       |
| Montego Bay               | Aeropuerto Internacional Sir Donald Sangster                    | TUI Airways | B787                    |                       |
| República Dominicana      |                                                                 | |                         |                       |
| La Romana                 | Aeropuerto Internacional de La Romana                           | TUI Airways (Estacional) | B787                    |                       |
| Puerto Plata              | Aeropuerto Internacional Gregorio Luperón                       | TUI Airways (Estacional) | B787                    |                       |
| Punta Cana                | Aeropuerto Internacional de Punta Cana                          | TUI Airways | B787                    |                       |
| Asia                      |                                                                 | |                         |                       |
| Arabia Saudita            |                                                                 | |                         |                       |
| Yida                      | Aeropuerto Internacional Rey Abdulaziz                          | Saudia |                         |                       |
| China                     |                                                                 | |                         |                       |
| Pekín                     | Aeropuerto Internacional de Pekín-Capital                       | Hainan Airlines |                         |                       |
| Chipre                    |                                                                 | |                         |                       |
| Lárnaca                   | Aeropuerto Internacional de Lárnaca                             | Jet2.com (Estacional) TUI Airways (Estacional)                                                                              | B7x7                    |                       |
| Pafos                     | Aeropuerto Internacional de Pafos                               | TUI Airways | B7x7                    |                       |
| EAU                       |                                                                 | |                         |                       |
| Abu Dabi                  | Aeropuerto Internacional de Abu Dabi                            | Etihad Airways |                         |                       |
| Dubái                     | Aeropuerto Internacional de Dubái                               | Emirates |                         |                       |
| Hong Kong                 |                                                                 | |                         |                       |
| Hong Kong                 | Aeropuerto Internacional de Hong Kong                           | Cathay Pacific |                         |                       |
| India                     |                                                                 | |                         |                       |
| Goa                       | Aeropuerto de Dabolim                                           | TUI Airways (Estacional) | B7x7                    |                       |
| Irak                      |                                                                 | |                         |                       |
| Erbil                     | Aeropuerto Internacional de Erbil                               | Iraqi Airways |                         |                       |
| Bagdad                    | Aeropuerto Internacional de Bagdad                              | Iraqi Airways |                         |                       |
| Israel                    |                                                                 | |                         |                       |
| Tel Aviv                  | Aeropuerto Internacional Ben Gurión                             | easyJet | A3xx                    |                       |
| Malasia                   |                                                                 | |                         |                       |
| Langkawi                  | Aeropuerto Internacional de Langkawi                            | TUI Airways (Estacional) | B7x7                    |                       |
| Omán                      |                                                                 | |                         |                       |
| Mascate                   | Aeropuerto Internacional de Seeb                                | Oman Air | B7x7                    |                       |
| Catar                     |                                                                 | |                         |                       |
| Doha                      | Aeropuerto Internacional Hamad                                  | Qatar Airways |                         |                       |
| Singapur                  |                                                                 | |                         |                       |
| Singapur                  | Aeropuerto Internacional de Singapur                            | Singapore Airlines | A350-941                |                       |
| Tailandia                 |                                                                 | |                         |                       |
| Phuket                    | Aeropuerto Internacional de Phuket                              | TUI Airways (Estacional) | B7x7                    |                       |
| Rayong                    | Aeropuerto Internacional U-Tapao                                | TUI Airways (Estacional) | B7x7                    |                       |
| Turquía                   |                                                                 | |                         |                       |
| Antalya                   | Aeropuerto de Antalya                                           | easyJet (Estacional) Jet2.com (Estacional) TUI Airways (Estacional)                                                         | A3xx B7x7               |                       |
| Bodrum                    | Aeropuerto Milas – Bodrum                                       | Jet2.com (Estacional) TUI Airways (Estacional)                                                                              | B7x7                    |                       |
| Dalaman                   | Aeropuerto de Dalaman                                           | easyJet (Estacional) Jet2.com (Estacional) Pegasus Airlines (Estacional) TUI Airways (Estacional)                           | A3xx B7x7               |                       |
| Enfidha                   | Aeropuerto Internacional Enfidha-Hammamet                       | TUI Airways | B7x7                    |                       |
| Esmirna                   | Aeropuerto de Esmirna-Adnan Menderes                            | Jet2.com (Estacional) TUI Airways (Estacional)                                                                              | B7x7                    |                       |
| Estambul                  | Aeropuerto Internacional Atatürk                                | Turkish Airlines |                         |                       |
| Europa                    |                                                                 | |                         |                       |
| Alemania                  |                                                                 | |                         |                       |
| Berlín                    | Aeropuerto de Berlín-Schönefeld                                 | easyJet Ryanair | A3xx B737               |                       |
| Colonia/Bonn              | Aeropuerto de Colonia/Bonn                                      | Eurowings Ryanair | B737                    |                       |
| Düsseldorf                | Aeropuerto Internacional de Düsseldorf                          | Eurowings |                         |                       |
| Fráncfort del Meno        | Aeropuerto de Fráncfort del Meno                                | Lufthansa |                         |                       |
| Hamburgo                  | Aeropuerto de Hamburgo                                          | easyJet Eurowings Ryanair                                                                                                   | A3xx B737               |                       |
| Múnich                    | Aeropuerto Internacional de Múnich-Franz Josef Strauss          | easyJet Lufthansa | A3xx                    |                       |
| Núremberg                 | Aeropuerto de Núremberg                                         | Ryanair | B737                    |                       |
| Stuttgart                 | Aeropuerto de Stuttgart                                         | Ryanair | B737                    |                       |
| Austria                   |                                                                 | |                         |                       |
| Salzburgo                 | Aeropuerto de Salzburgo                                         | British Airways (Estacional) Jet2.com (Estacional) TUI Airways (Estacional)                                                 | B7x7                    |                       |
| Innsbruck                 | Aeropuerto de Innsbruck                                         | Austrian Airlines (Chárter Estacional) easyJet (Estacional) TUI Airways (Estacional)                                        | A3xx B7x7               |                       |
| Viena                     | Aeropuerto de Viena                                             | Austrian Airlines easyJet Jet2.com                                                                                          | A3xx                    |                       |
| Bélgica                   |                                                                 | |                         |                       |
| Bruselas                  | Aeropuerto de Bruselas-National                                 | Brussels Airlines | A3xx                    |                       |
| Charleroi                 | Aeropuerto de Bruselas Sur                                      | Ryanair | B737                    |                       |
| Bielorrusia               |                                                                 | |                         |                       |
| Minsk                     | Aeropuerto Internacional de Minsk                               | Belavia (Estacional) |                         |                       |
| Bulgaria                  |                                                                 | |                         |                       |
| Burgas                    | Aeropuerto Internacional de Burgas                              | Jet2.com (Estacional) TUI Airways (Estacional)                                                                              | B7x7                    |                       |
| Sofía                     | Aeropuerto de Sofía                                             | easyJet TUI Airways (Chárter Estacional)                                                                                    | A3xx B7x7               |                       |
| Varna                     | Aeropuerto de Varna                                             | TUI Airways (Estacional) | B7x7                    |                       |
| Croacia                   |                                                                 | |                         |                       |
| Dubrovnik                 | Aeropuerto de Dubrovnik                                         | easyJet (Estacional) Jet2.com (Estacional) TUI Airways (Estacional)                                                         | A3xx B7x7               |                       |
| Pula                      | Aeropuerto de Pula                                              | Jet2.com (Estacional) TUI Airways (Estacional)                                                                              | B7x7                    |                       |
| Split                     | Aeropuerto de Split                                             | easyJet (Estacional) Jet2.com (Estacional) TUI Airways (Estacional)                                                         | A3xx B7x7               |                       |
| Zadar                     | Aeropuerto de Zadar                                             | Ryanair (Estacional) Titan Airways (Chárter Estacional)                                                                     | B737                    |                       |
| Dinamarca                 |                                                                 | |                         |                       |
| Billund                   | Aeropuerto de Billund                                           | British Airways |                         |                       |
| Copenhague                | Aeropuerto de Copenhague-Kastrup                                | easyJet SAS | A3xx                    |                       |
| Eslovaquia                |                                                                 | |                         |                       |
| Bratislava                | Aeropuerto de Bratislava-Milan Rastislav Štefánik               | Ryanair | B737                    |                       |
| España                    |                                                                 | |                         |                       |
| Alicante                  | Aeropuerto de Alicante                                          | British Airways (Estacional) easyJet Jet2.com Ryanair TUI Airways                                                           | A3xx B737 B7x7          |                       |
| Almería                   | Aeropuerto de Almería                                           | Jet2.com (Estacional) Ryanair (Estacional) TUI Airways (Estacional)                                                         | B737 B7x7               |                       |
| Asturias                  | Aeropuerto de Asturias                                          | Volotea (Estacional) | A3xxceo                 |                       |
| Barcelona                 | Aeropuerto de Barcelona-El Prat                                 | easyJet Jet2.com (Estacional) Ryanair Vueling                                                                               | A3xx B737 A3xx          |                       |
| Bilbao                    | Aeropuerto de Bilbao                                            | easyJet | A3xx                    |                       |
| Fuerteventura             | Aeropuerto de Fuerteventura                                     | Jet2.com Ryanair TUI Airways                                                                                                | B737 B7x7               |                       |
| Gerona                    | Aeropuerto de Gerona                                            | Jet2.com (Estacional) Ryanair (Estacional) TUI Airways (Estacional)                                                         | B737 B7x7               |                       |
| Gran Canaria              | Aeropuerto de Gran Canaria                                      | easyJet (Estacional) Jet2.com Ryanair TUI Airways                                                                           | A3xx B737 B7x7          |                       |
| Granada                   | Aeropuerto de Granada                                           | easyJet | A3xx                    |                       |
| Ibiza                     | Aeropuerto de Ibiza                                             | British Airways (Estacional) Jet2.com (Estacional) Ryanair (Estacional) TUI Airways (Estacional)                            | B737 B7x7               |                       |
| La Palma                  | Aeropuerto de La Palma                                          | TUI Airways | B7x7                    |                       |
| Lanzarote                 | Aeropuerto de Lanzarote                                         | easyJet Jet2.com TUI Airways                                                                                                | A3xx B7x7               |                       |
| Madrid                    | Aeropuerto de Madrid-Barajas                                    | Iberia Express Ryanair | A32x B737               |                       |
| Málaga                    | Aeropuerto de Málaga-Costa del Sol                              | easyJet Jet2.com Ryanair TUI Airways                                                                                        | A3xx B737 B7x7          |                       |
| Menorca                   | Aeropuerto de Menorca                                           | Jet2.com (Estacional) TUI Airways (Estacional)                                                                              | B7x7                    |                       |
| Murcia                    | Aeropuerto Internacional de la Región de Murcia                 | Jet2.com Ryanair | B737                    |                       |
| Palma de Mallorca         | Aeropuerto de Palma de Mallorca                                 | Air Europa (Chárter Estacional) British Airways (Estacional) easyJet Jet2.com (Estacional) Ryanair TUI Airways (Estacional) | B7x7 A3xx B737 B7x7     |                       |
| Reus                      | Aeropuerto de Reus                                              | Jet2.com (Estacional) Ryanair (Estacional) TUI Airways (Estacional)                                                         | B737 B7x7               |                       |
| Sevilla                   | Aeropuerto de Sevilla                                           | Ryanair | B737                    |                       |
| Tenerife Sur              | Aeropuerto de Tenerife Sur                                      | easyJet Jet2.com Ryanair TUI Airways                                                                                        | A3xx B737 B7x7          |                       |
| Valencia                  | Aeropuerto de Valencia                                          | Ryanair | B737                    |                       |
| Finlandia                 |                                                                 | |                         |                       |
| Helsinki                  | Aeropuerto de Helsinki-Vantaa                                   | Finnair |                         |                       |
| Kuusamo                   | Aeropuerto de Kuusamo                                           | TUI Airways (Chárter Estacional)                                                                                            | B7x7                    |                       |
| Francia                   |                                                                 | |                         |                       |
| Bastia                    | Aeropuerto de Bastia-Poretta                                    | easyJet (Estacional) | A3xx                    |                       |
| Bergerac                  | Aeropuerto Bergerac Dordogne Périgord                           | Jet2.com (Estacional) |                         |                       |
| Béziers                   | Aeropuerto Béziers Cap d'Agde                                   | Ryanair (Estacional) | B737                    |                       |
| Burdeos                   | Aeropuerto de Burdeos-Mérignac                                  | easyJet Ryanair (Estacional)                                                                                                | A3xx B737               |                       |
| Carcassonne               | Aeropuerto de Carcassonne                                       | Ryanair | B737                    |                       |
| Chambéry                  | Aeropuerto de Chambéry                                          | British Airways (Estacional) TUI Airways (Chárter Estacional)                                                               | B7x7                    |                       |
| La Rochelle               | Aeropuerto La Rochelle - Île de Ré                              | Jet2.com (Estacional) |                         |                       |
| Grenoble                  | Aeropuerto de Grenoble-Isère                                    | Jet2.com (Estacional) |                         |                       |
| Limoges                   | Aeropuerto de Limoges                                           | Ryanair | B737                    |                       |
| Lyon                      | Aeropuerto de Lyon-Saint Exupéry                                | easyJet (Estacional) Jet2.com (Estacional)                                                                                  | A3xx                    |                       |
| Marsella                  | Aeropuerto de Marsella-Provenza                                 | easyJet (Estacional) | A3xx                    |                       |
| Niza                      | Aeropuerto Internacional Niza Costa Azul                        | British Airways (Estacional) Jet2.com (Estacional)                                                                          |                         |                       |
| París                     | Aeropuerto de París-Charles de Gaulle                           | Air France easyJet | A3xx                    |                       |
| Toulouse                  | Aeropuerto de Toulouse-Blagnac                                  | Jet2.com (Estacional) TUI Airways (Chárter Estacional)                                                                      | B7x7                    |                       |
| Grecia                    |                                                                 | |                         |                       |
| Atenas                    | Aeropuerto Internacional Eleftherios Venizelos                  | Aegean Airlines (Estacional) easyJet                                                                                        | A3xx                    |                       |
| Cefalonia                 | Aeropuerto Internacional de Cefalonia                           | easyJet (Estacional) Jet2.com (Estacional) TUI Airways (Estacional)                                                         | A3xx B7x7               |                       |
| Corfú                     | Aeropuerto Internacional de Corfú-Ioannis Kapodistrias          | easyJet (Estacional) Jet2.com (Estacional) Ryanair (Estacional) TUI Airways (Estacional)                                    | A3xx B737 B7x7          |                       |
| Heraclión                 | Aeropuerto Internacional de Heraclión Nikos Kazantzakis         | easyJet (Estacional) Jet2.com (Estacional) TUI Airways (Estacional)                                                         | A3xx B7x7               |                       |
| Kavala                    | Aeropuerto Internacional de Kavala                              | TUI Airways (Estacional) | B7x7                    |                       |
| Kos                       | Aeropuerto Internacional de Kos-Hipócrates                      | Jet2.com (Estacional) TUI Airways (Estacional)                                                                              | B7x7                    |                       |
| La Canea                  | Aeropuerto Internacional de La Canea                            | Jet2.com (Estacional) Ryanair (Estacional) TUI Airways (Estacional)                                                         | B737 B7x7               |                       |
| Preveza                   | Aeropuerto Nacional de Aktion                                   | easyJet (Estacional) TUI Airways (Estacional)                                                                               | A3xx B7x7               |                       |
| Rodas                     | Aeropuerto Internacional de Rodas-Diágoras                      | Jet2.com (Estacional) TUI Airways (Estacional)                                                                              | B7x7                    |                       |
| Salónica                  | Aeropuerto Internacional Macedonia                              | easyJet Jet2.com (Estacional) Ryanair TUI Airways (Estacional)                                                              | A3xx B737 B7x7          |                       |
| Santorini                 | Aeropuerto Nacional de Santorini (Thira)                        | easyJet (Estacional) TUI Airways (Estacional)                                                                               | A3xx B7x7               |                       |
| Scíathos                  | Aeropuerto Internacional de Scíathos - Alexandros Papadiamantis | TUI Airways (Estacional) | B7x7                    |                       |
| Zante                     | Aeropuerto Internacional de Zante                               | Jet2.com (Estacional) TUI Airways (Estacional)                                                                              | B7x7                    |                       |
| Hungría                   |                                                                 | |                         |                       |
| Budapest                  | Aeropuerto de Budapest-Ferenc Liszt                             | easyJet Jet2.com Ryanair | A3xx B737               |                       |
| Irlanda                   |                                                                 | |                         |                       |
| Cork                      | Aeropuerto de Cork                                              | Ryanair | B737                    |                       |
| Dublín                    | Aeropuerto de Dublín                                            | Aer Lingus Aer Lingus Regional operado por Emerald Airlines British Airways (Estacional) Ryanair                            | A32x ATR 72-600 B737    |                       |
| Islandia                  |                                                                 | |                         |                       |
| Reikiavik                 | Aeropuerto Internacional de Keflavík                            | easyJet Icelandair TUI Airways (Estacional)                                                                                 | A3xx B7x7               |                       |
| Italia                    |                                                                 | |                         |                       |
| Alghero                   | Aeropuerto de Alghero-Fertilia                                  | TUI Airways (Estacional) | B7x7                    |                       |
| Bérgamo                   | Aeropuerto de Bérgamo-Orio al Serio                             | Ryanair | B737                    |                       |
| Bolonia                   | Aeropuerto de Bolonia                                           | Ryanair (Estacional) | B737                    |                       |
| Brindisi                  | Aeropuerto de Brindisi                                          | Ryanair | B737                    |                       |
| Catania                   | Aeropuerto de Catania-Fontanarossa                              | easyJet TUI Airways (Estacional)                                                                                            | A3xx B7x7               |                       |
| Cagliari                  | Aeropuerto de Cagliari-Elmas                                    | Ryanair (Estacional) | B737                    |                       |
| Génova                    | Aeropuerto de Génova                                            | easyJet (Estacional) | A3xx                    |                       |
| Florencia                 | Aeropuerto de Florencia                                         | British Airways (Estacional)                                                                                                |                         |                       |
| Lamezia Terme             | Aeropuerto Internacional de Lamezia Terme                       | TUI Airways (Estacional) | B7x7                    |                       |
| Milán                     | Aeropuerto de Milán-Malpensa                                    | easyJet Ryanair | A3xx B737               |                       |
| Nápoles                   | Aeropuerto de Nápoles-Capodichino                               | Jet2.com (Estacional) Ryanair TUI Airways (Estacional)                                                                      | B737 B7x7               |                       |
| Olbia                     | Aeropuerto de Olbia-Costa Smeralda                              | easyJet (Estacional) TUI Airways (Estacional)                                                                               | A3xx B7x7               |                       |
| Palermo                   | Aeropuerto de Palermo-Punta Raisi                               | Ryanair (Estacional) | B737                    |                       |
| Pisa                      | Aeropuerto de Pisa                                              | easyJet Jet2.com (Estacional)                                                                                               | A3xx                    |                       |
| Roma                      | Aeropuerto de Roma-Ciampino                                     | Ryanair | B737                    |                       |
| Roma                      | Aeropuerto de Roma-Fiumicino                                    | Jet2.com |                         |                       |
| Treviso                   | Aeropuerto de Sant'Angelo Treviso                               | Ryanair | B737                    |                       |
| Turín                     | Aeropuerto de Turín-Caselle                                     | easyJet (Estacional) TUI Airways (Chárter Estacional)                                                                       | A3xx B7x7               |                       |
| Venecia                   | Aeropuerto Internacional Marco Polo                             | easyJet Jet2.com (Estacional) TUI Airways (Estacional)                                                                      | A3xx B7x7               |                       |
| Verona                    | Aeropuerto de Verona-Villafranca                                | TUI Airways (Estacional) | B7x7                    |                       |
| Letonia                   |                                                                 | |                         |                       |
| Riga                      | Aeropuerto de Riga                                              | Ryanair | B737                    |                       |
| Malta                     |                                                                 | |                         |                       |
| Malta                     | Aeropuerto Internacional de Malta                               | easyJet Jet2.com (Estacional) Ryanair TUI Airways                                                                           | A3xx B737 B7x7          |                       |
| Montenegro                |                                                                 | |                         |                       |
| Podgorica                 | Aeropuerto de Podgorica                                         | TUI Airways (Estacional) | B7x7                    |                       |
| Tivat                     | Aeropuerto de Tivat                                             | easyJet (Estacional) | A3xx                    |                       |
| Noruega                   |                                                                 | |                         |                       |
| Bergen                    | Aeropuerto de Bergen, Flesland                                  | Loganair SAS |                         |                       |
| Oslo                      | Aeropuerto de Oslo-Gardermoen                                   | Norwegian Air Shuttle (Estacional) SAS                                                                                      | B737                    |                       |
| Sandefjord                | Aeropuerto de Sandefjord-Torp                                   | Ryanair | B737                    |                       |
| Stavanger                 | Aeropuerto de Stavanger-Sola                                    | Norwegian Air Shuttle (Estacional)                                                                                          | B737                    |                       |
| Países Bajos              |                                                                 | |                         |                       |
| Ámsterdam                 | Aeropuerto de Ámsterdam-Schiphol                                | easyJet KLM | A32x                    |                       |
| Eindhoven                 | Aeropuerto de Eindhoven                                         | Ryanair | B737                    |                       |
| Polonia                   |                                                                 | |                         |                       |
| Breslavia                 | Aeropuerto de Breslavia-Copérnico                               | Ryanair | B737                    |                       |
| Cracovia                  | Aeropuerto de Cracovia-Juan Pablo II                            | easyJet Ryanair | A3xx B737               |                       |
| Gdańsk                    | Aeropuerto de Gdańsk-Lech Wałęsa                                | Ryanair | B737                    |                       |
| Rzeszów                   | Aeropuerto de Rzeszów                                           | Ryanair | B737                    |                       |
| Varsovia                  | Aeropuerto de Varsovia-Modlin                                   | Ryanair | B737                    |                       |
| Portugal                  |                                                                 | |                         |                       |
| Faro                      | Aeropuerto de Faro                                              | easyJet Jet2.com (Estacional) Ryanair TUI Airways (Estacional)                                                              | A32x B737 B7x7          |                       |
| Funchal                   | Aeropuerto de Madeira                                           | easyJet Jet2.com TUI Airways                                                                                                | A3xx B7x7               |                       |
| Lisboa                    | Aeropuerto de Lisboa                                            | easyJet Ryanair TAP Portugal                                                                                                | A3xx B737 A3xx          |                       |
| Oporto                    | Aeropuerto de Oporto-Francisco Sá Carneiro                      | easyJet Ryanair | A3xx B737               |                       |
| Ponta Delgada             | Aeropuerto Juan Pablo II                                        | Ryanair (Estacional) | B737                    |                       |
| Porto Santo               | Aeropuerto de Porto Santo                                       | TUI Airways (Estacional) | B7x7                    |                       |
| República Checa           |                                                                 | |                         |                       |
| Praga                     | Aeropuerto Internacional de Ruzyně                              | Czech Airlines easyJet | A3xx                    |                       |
| Suecia                    |                                                                 | |                         |                       |
| Gotemburgo                | Aeropuerto de Gotemburgo-Landvetter                             | British Airways |                         |                       |
| Estocolmo                 | Aeropuerto de Estocolmo-Arlanda                                 | Norwegian Air Shuttle SAS                                                                                                   | B737                    |                       |
| Suiza                     |                                                                 | |                         |                       |
| Ginebra                   | Aeropuerto Internacional de Ginebra                             | easyJet Ethiopian Jet2.com (Estacional) TUI Airways (Chárter Estacional)                                                    | A3xx B787-9 B7x7        |                       |
| Zúrich                    | Aeropuerto Internacional de Zúrich                              | Swiss | A                       |                       |
| Suiza Francia Alemania    |                                                                 | |                         |                       |
| Basilea/Mulhouse/Friburgo | Aeropuerto de Basilea-Mulhouse-Friburgo                         | easyJet | A3xx                    |                       |

### Terminal mundial de carga

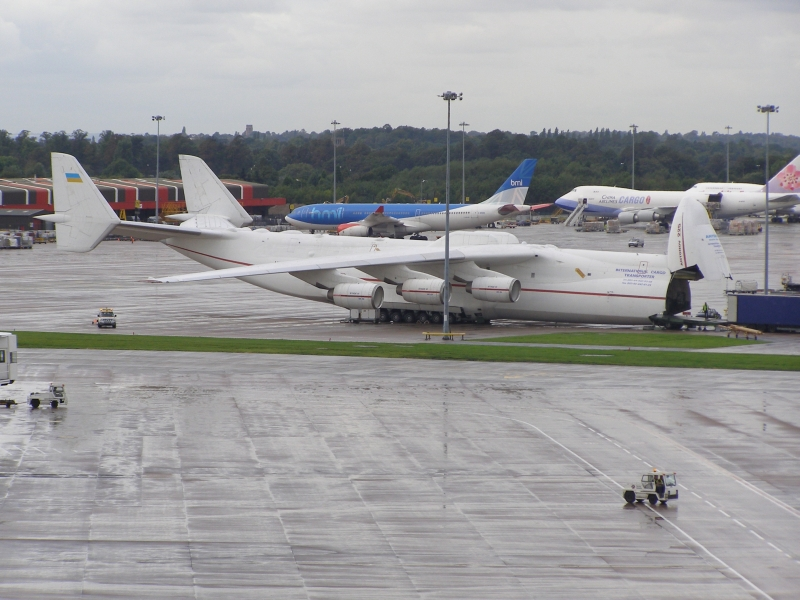
Antonov An-225 en el aeropuerto de Mánchester en 2006

El aeropuerto de Mánchester cuenta con una terminal mundial de carga, servida por diez aerolíneas exclusivamente de carga y por las civiles que transportan carga en sus vuelos de pasajeros. Tiene 550 000 pies cuadrados (51 096,7 m²) de espacio de almacenamiento y espacios de oficinas, incluyendo una unidad fría para productos congelados y un puesto de inspección aduanero. Hay tres hangares de mantenimiento de aeronaves, con cinco muelles de tránsitos. Está operada por: British Airways Regional Cargo, Swissport Cargo, Menzies World Cargo, Plane Handling y Servisair. La terminal cuenta con más de cien compañías de carga.
Durante 2006, 150.300 toneladas de carga y correo pasaron por Mánchester, un pequeño incremento del 0.4% respecto al año anterior (según la tabla 2.2 de las estadísticas anuales de la CAA). El incremento de carga fue especialmente importante durante el tercer y cuarto trimestre de 2007, con octubre del mismo año batiendo un nuevo récord de cantidad de carga que pasó por el aeropuerto de Mánchester, con 16.326 toneladas gestionadas ese mes. El recuento total anual de 2007 de 166.500 supuso un 10,4% de incremento respecto al año previo.
El cómputo de carga interanual en marzo de 2009 fue de 127.300 toneladas, un descenso del 25,0% respecto a los doce meses previos, reflejo de la desaparición en Mánchester de MNG y Aeroflot y los vuelos directos de Fedex a los Estados Unidos, así como menores cantidades de carga transportadas por el resto de aerolíneas. Fedex actualmente (junio de 2009) opera sólo vuelos de alimentación en su red de vuelos europeos.
Los dos mayores mercados de carga de Mánchester están en el Lejano Oriente y Norteamérica. El Lejano Oriente es predominantemente una fuente de importación de carga con destino al aeropuerto y con Norteamérica efectúa vuelos de exportación. El principal destino de carga del aeropuerto de Mánchester es Hong Kong, con Cathay Pacific efectuando un total de doce vuelos semanales. Cada día de media el aeropuerto gestiona la carga de unos cuatro vuelos de Boeing 747 de carga.
En 2015 se espera la gestión anual de 250.000 toneladas anuales, aproximadamente el doble que hoy en día.

#### Aerolíneas de carga

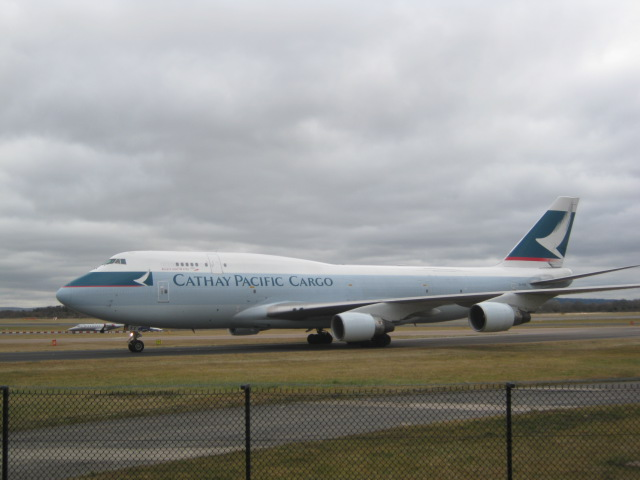
Un Boeing 747-400 de Cathay Pacific Cargo rodando al estacionamiento.

| Aerolíneas                                | Destinos                                                                        |
| ----------------------------------------- | ------------------------------------------------------------------------------- |
| Cathay Pacific Cargo                      | Ámsterdam, Bruselas, Dubái, Hong Kong, Milán-Malpensa                           |
| China Airlines Cargo                      | Abu Dabi, Delhi, Luxemburgo, Taipéi-Taoyuan                                     |
| FedEx Express operado por Air Contractors | Dublín, Glasgow-Internacional, Lieja, Londres-Stansted, París-Charles de Gaulle |
| Great Wall Airlines                       | Ámsterdam, Shanghái-Pudong                                                      |
| Lufthansa Cargo                           | Dallas/Fort Worth, Fráncfort del Meno, Nueva York-JFK                           |

## Operaciones y estadísticas

Mapa de ferrocarriles y metro del Gran Mánchester y Merseyside

TransPennine Express es uno de los tres servicios de ferrocarril que paran en el aeropuerto

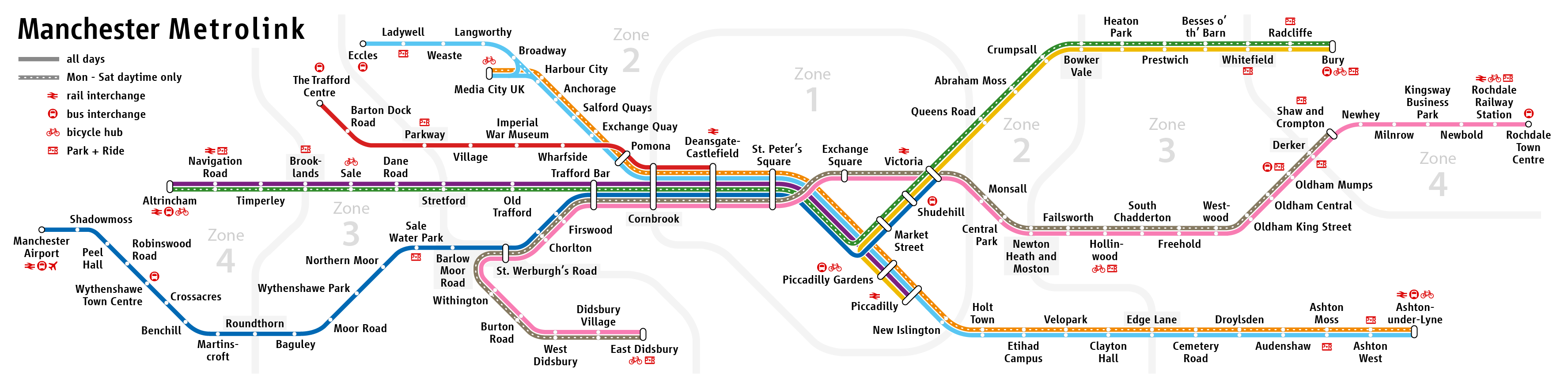
El servicio de tranvía Manchester Metrolink también sirve el aeropuerto

### Número de pasajeros
Ver fuente y consulta Wikidata.
|                                                     | Número de pasajeros | Número de movimientos | Carga (toneladas) |
| --------------------------------------------------- | ------------------- | --------------------- | ----------------- |
| 1997                                                | 15.948.454          | 147.405               | 94.318            |
| 1998                                                | 17.351.162          | 162.906               | 100.099           |
| 1999                                                | 17.577.765          | 169.941               | 107.803           |
| 2000                                                | 18.568.709          | 178.468               | 116.602           |
| 2001                                                | 19.307.011          | 182.097               | 106.406           |
| 2002                                                | 18.809.185          | 177.545               | 113.279           |
| 2003                                                | 19.699.256          | 191.518               | 122.639           |
| 2004                                                | 21.249.841          | 208.493               | 149.181           |
| 2005                                                | 22.402.856          | 217.987               | 147.484           |
| 2006                                                | 22.422.855          | 229.729               | 148.957           |
| 2007                                                | 22.112.625          | 222.703               | 165.366           |
| 2008                                                | 21.219.195          | 204.610               | 141.781           |
| 2009                                                | 18.724.889          | 172.515               | 102.543           |
| 2010                                                | 17.759.015          | 147.032               | 115.922           |
| 2011                                                | 18.892.756          | 158.025               | 107.415           |
| 2012                                                | 19.736.502          | 160.473               | 96.822            |
| 2013                                                | 20.751.581          | 161.306               | 96.373            |
| 2014                                                | 21.989.682          | 162.919               | 93.466            |
| 2015                                                | 23.136.047          | 164.710               | 100.021           |
| 2016                                                | 25.637.054          | 183.731               | 109.630           |
| 2017                                                | 27.791.274          | 203.631               | 123.576           |
| 2018                                                | 28.275.972          | 201.239               | 117.264           |
| 2019                                                | 29.397.357          | 202.892               | 108.382           |
| 2020                                                | 7.034.856           | 66.760                | 48.938            |
| 2021                                                | 6.085.103           | 60.376                | 52.564            |
| 2022                                                | 23.364.471          | 158.575               | 65.403            |
| 2023                                                | 28.077.659          | 180.246               | 67.830            |
| Fuente: Dirección de Aviación Civil del Reino Unido |                     |                       |                   |

En 2007, el aeropuerto de Mánchester fue el 22º aeropuerto del mundo con más movimiento en el tráfico de pasajeros internacionales, cayendo desde la posición 19º en 2006 y la 17º que ostentaba en 2005.
| Puesto | Aeropuerto              | Pasajeros | Variación % | Aerolíneas                                                                                         |
| ------ | ----------------------- | --------- | ----------- | -------------------------------------------------------------------------------------------------- |
| 1      | Tenerife–Sur            | 814.495   | 224,4%      | easyJet, Jet2.com, Ryanair, TUI Airways                                                            |
| 2      | Dublín                  | 810.494   | 224,0%      | Aer Lingus, Ryanair                                                                                |
| 3      | Dubái–Internacional     | 765.235   | 268,8%      | Emirates                                                                                           |
| 4      | Alicante                | 716.459   | 240,0%      | easyJet, Jet2.com, Ryanair, TUI Airways                                                            |
| 5      | Palma de Mallorca       | 705.082   | 230,0%      | easyJet, Jet2.com, Ryanair, TUI Airways                                                            |
| 6      | Ámsterdam               | 704.217   | 212,2%      | easyJet, KLM                                                                                       |
| 7      | Antalya                 | 581.136   | 1.290,0%    | Corendon Airlines, easyJet, Freebird Airlines, Jet2.com, Pegasus Airlines, SunExpress, TUI Airways |
| 8      | Doha                    | 573.229   | 262,6%      | Qatar Airways                                                                                      |
| 9      | Málaga                  | 524.725   | 224,2%      | easyJet, Jet2.com, Ryanair, TUI Airways                                                            |
| 10     | París–Charles de Gaulle | 515.019   | 250,2%      | Air France, easyJet                                                                                |

El plan a largo plazo del aeropuerto, publicado en julio de 2006, especula con que el número de pasajeros se incrementará hasta alcanzar los aprobación 38 millones de pasajeros anuales en 2015. Esto debería hacerse realidad si se alcanza una tasa de crecimiento desde 2009 a 2015 del 17,2% y una fuerte recuperación con respecto a las reducciones durante los dos años previos a diciembre de 2009. También se prevé un aumento del tráfico posterior hasta los cincuenta millones de pasajeros en 2030.
En 2009 18,7 millones de pasajeros usaron el aeropuerto, una reducción del 11,8% comparado con 2008 y por debajo del total de 2001. Hubo 172.515 operaciones durante este año, el tercero con más movimientos del Reino Unido.

## Bases de mantenimiento
El aeropuerto de Mánchester aloja la base de mantenimiento e ingeniería de Monarch Airlines. Estas, además de sus propios aviones también propician la llegada de aviones extranjeros y llegadas de operaciones especiales para visitar el aeropuerto para trabajos de ingeniería. También, Air Livery ha abierto recientemente una nueva instalación, con servicios a la carta de repintado de aviones de cualquier tamaño pudiendo incluso asumir los Boeing 747-400.

### Pistas
El aeropuerto de Mánchester tiene dos pistas paralelas, ambas de 10 000 pies (3048 m) de longitud. La pista principal original, entonces designada como 06/24 y con, inicialmente, 3300 pies (1006 m) de longitud, data del año 1941 cuando el aeropuerto fue usado como una base de la RAF y como uno de los centros de ensamblaje militar. La pista fue ampliada por etapas desde 1952, hasta alcanzar su actual longitud en 1981 para atraer al tráfico internacional de largo alcance. Como tanto la demanda como las operaciones sufrieron grandes crecimientosa mediados de los noventa, principalmente debido a la conclusión de la nueva Terminal 2, el aeropuerto estudió la posibilidad de construir una segunda pista de las mismas dimensiones. Se inició un proceso de consultas y en 1997 se aprobó el permiso de proyecto, iniciándose los trabajos el mismo año.
La segunda pista, entonces designada 06R/24L, fue inaugurada en febrero de 2001 con un coste total de £172 millones, y fue la primera pista de Reino Unido en ser inaugurada con dimensiones comerciales en Gran Bretaña en los últimos veinte años. Mánchester es el único aeropuerto del Reino Unido, junto con Heathrow, que tiene dos pistas comerciales en servicio. El lugar donde se emplazó la segunda pista estaba al sur del aeródromo, situándose así cerca de la villa de Styal en el condado de Cheshire.
El proyecto fue ampliamente discutido debido a la destrucción de hábitats de naturaleza salvaje y debido a las nuevas direcciones de vuelo a y desde la segunda pista. Esto último tenía como consecuencia que los aviones volasen bajo sobre las zonas residenciales de Knutsford y de Stockport cuando aterrizaban o despegaban, en especial los aviones en aterrizaje que no seguían las 'Rutas Preferidas de ruido'. Por esta última razón, la pista dos no puede ser usada entre las 10pm y las 6am. Sin embargo, el aeropuerto tiene permiso para usar la pista dos entre estas horas si se están efectuando trabajos de mantenimiento en la pista original.
Durante los periodos valle que tienen lugar durante el día, el aeropuerto retorna a las operaciones de pista única, donde la pista original, la 05L/23R, es usada para acomodar tanto a los aviones en aterrizaje como aquellos que despegan. En algunas ocasiones cuando el aeropuerto no está muy congestionado, los controladores aéreos pueden autorizar a los aviones ligeros a medianos a despegar desde mitad de pista.

### Seguridad
El aeropuerto de Mánchester está vigilado por la Policía del Gran Mánchester. Diversos incidentes de seguridad han tenido lugar en los últimos años.
- En 2002, una compañía de seguridad logró infiltrar satisfactoriamente falsos explosivos, detonadores y armas de fuego reales en un vuelo.[40]
- En 2004, el programa de la BBC Whistleblower reveló fallos de seguridad en el aeropuerto, incluyendo detectores de metales que fallan y la total falta de chequeos de equipajes al azar.[41]
- En 2005, tras diversos comportamientos sospechosos, la policía usó un taser para disparar a un hombre en la plataforma de estacionamiento, después de que al parecer se resistiese al arresto[42]
- El 6 de junio de 2006, Aabid Hussain Khan, de veintiún años y de West Yorkshire y un chico de dieciséis años fueron arrestados en el aeropuerto y posteriormente puestos bajo la Sección 57 del Acta de Terrorismo, por conspiración al asesinato y conspiración para producir daño público usando venenos o explosivos.[43]

## Transporte terrestre

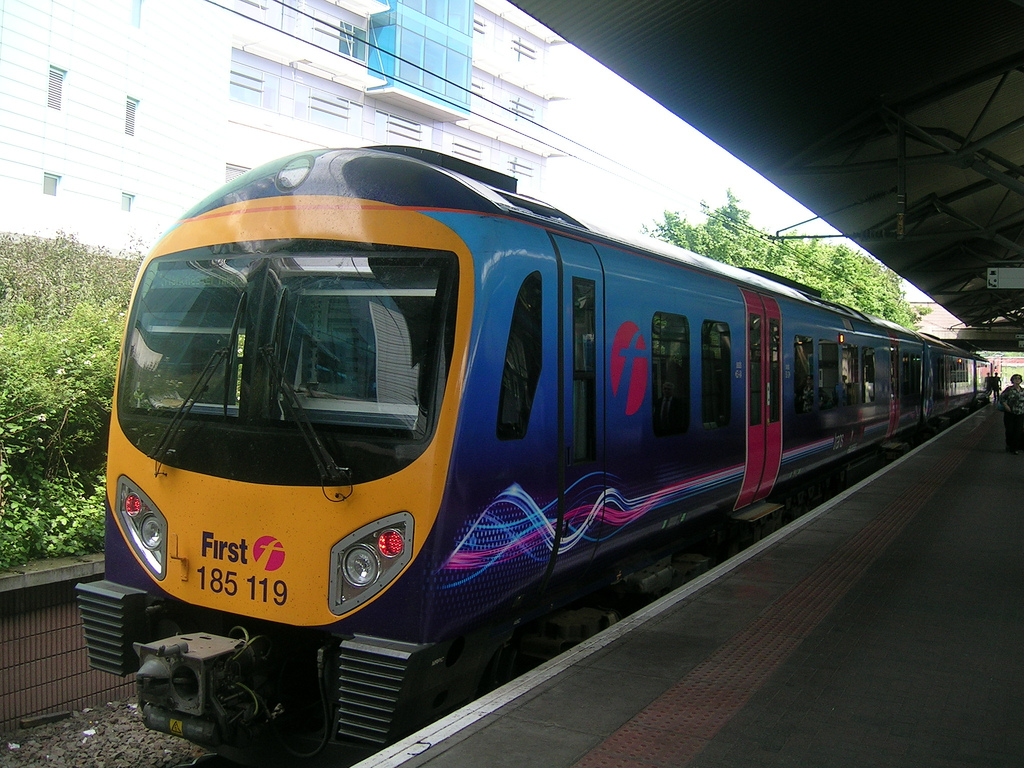
El TransPennine Express Clase 185 llegando a la estación de ferrocarril del Aeropuerto de Mánchester.

### Ferrocarril
La estación de ferrocarril del Aeropuerto de Mánchester, inaugurada en mayo de 1993, forma parte de La Estación y se encuentra ubicada entre las terminales 1 y 2. Está unida a las terminales a través de una cinta en movimiento conocida como Skylink. Los trenes son operados tanto por Northern Rail como pot TransPennine Express y conecta el aeropuerto con la Estación Piccadilly de Mánchester y otras localidades de ferrocarril principalmente en el norte de Inglaterra, incluyendo Wigan y Southport, pero algunos trenes llegan desde Edimburgo. Se concluyó un tercer andén en diciembre de 2008 para posibilitar un incremento de la capacidad de trenes y también para incrementar el número de pasajeros que usen la instalación. Hay también propuestas para unir la línea de Mánchester al Aeropuerto de Mánchester con la línea de Chester a Stockport que posibilitaría traslados más rápidos entre el aeropuerto y áreas de Cheshire, Merseyside y el Norte de Gales. Desde que la propuesta fue puesta sobre la mesa, poco ha llegado a materializarse. Sin embargo, la conexión de ferrocarril aún puede ser construida y ya ha sido mencionado como un posible desarrollo futuro a largo plazo por Network Rail en marzo de 2009.

### Buses
La Estación es el intercambiador de transporte terrestre del aeropuerto y aglutina pasajeros de bus y tren bajo un mismo techo. Más de 300 trenes y 600 autobuses usan la instalación cada día. Los buses dan servicios a varios emplazamientos del Gran Mánchester, incluyendo el servicio de autobús 24 horas Skyline (servicio 43), que circula cada diez minutos (cada treinta minutos por la noche) al centro de la ciudad de Mánchester por Wythenshawe, Northenden, Withington, Fallowfield y Rusholme. Existe también un Skyline (servicio 19) operando cada hora a Altrincham por Wythenshawe y Sale. Una red de autobuses de National Express dan servicio desde el aeropuerto de Mánchester y opera a destinos alejados del campo de vuelos, incluyendo algunos tan lejanos como Dublín.

### Carretera
El aeropuerto está a 20 minutos en coche del centro ciudadano de Mánchester y al que se llega por la autopista M56, con un carril especial para el aeropuerto en la autopista desde el kilómetro 5. La M56 es la principal ruta seguida por el tráfico para llegar al aeropuerto. Hay también pequeñas carreteras locales que dan servicio al aeropuerto desde el norte (Wythenshawe) y el este (Heald Green). La intersección vial M56/A538 da servicio a la Terminal Mundial de Carga, al oeste del aeropuerto. La A538 discurre de este a oeste dando servicio a las localidades de Altrincham y Wilmslow.
Los estacionamientos de taxi están situados en la zona de llegadas de las tres terminales. Los pasajeros que conduzcan hasta el aeropuerto pueden usar las áreas de descenso en el exterior de la terminal, pero cuando se vaya a recoger pacientes el aeropuerto requiere estacionar en el aparcamiento de corta estancia para coches y pagar este estacionamiento. Los aparcamientos de larga estancia están situados a ambos lados.

### Aparcamiento
El aparcamiento oficial de corta estancia del aeropuerto se encuentra en los aparcamientos multinivel de coches adyacentes a las terminales 1, 2 y 3. En julio de 2007 el aeropuerto introdujo una restricción 'No esperas' en todas las carreteras de acceso alrededor de las terminales. Esto fue resultado directo del Ataque al Aeropuerto Internacional de Glasgow de 2007 y por ello toda recogida de pasajeros debe efectuarse usando los aparcamientos de corta estancia.

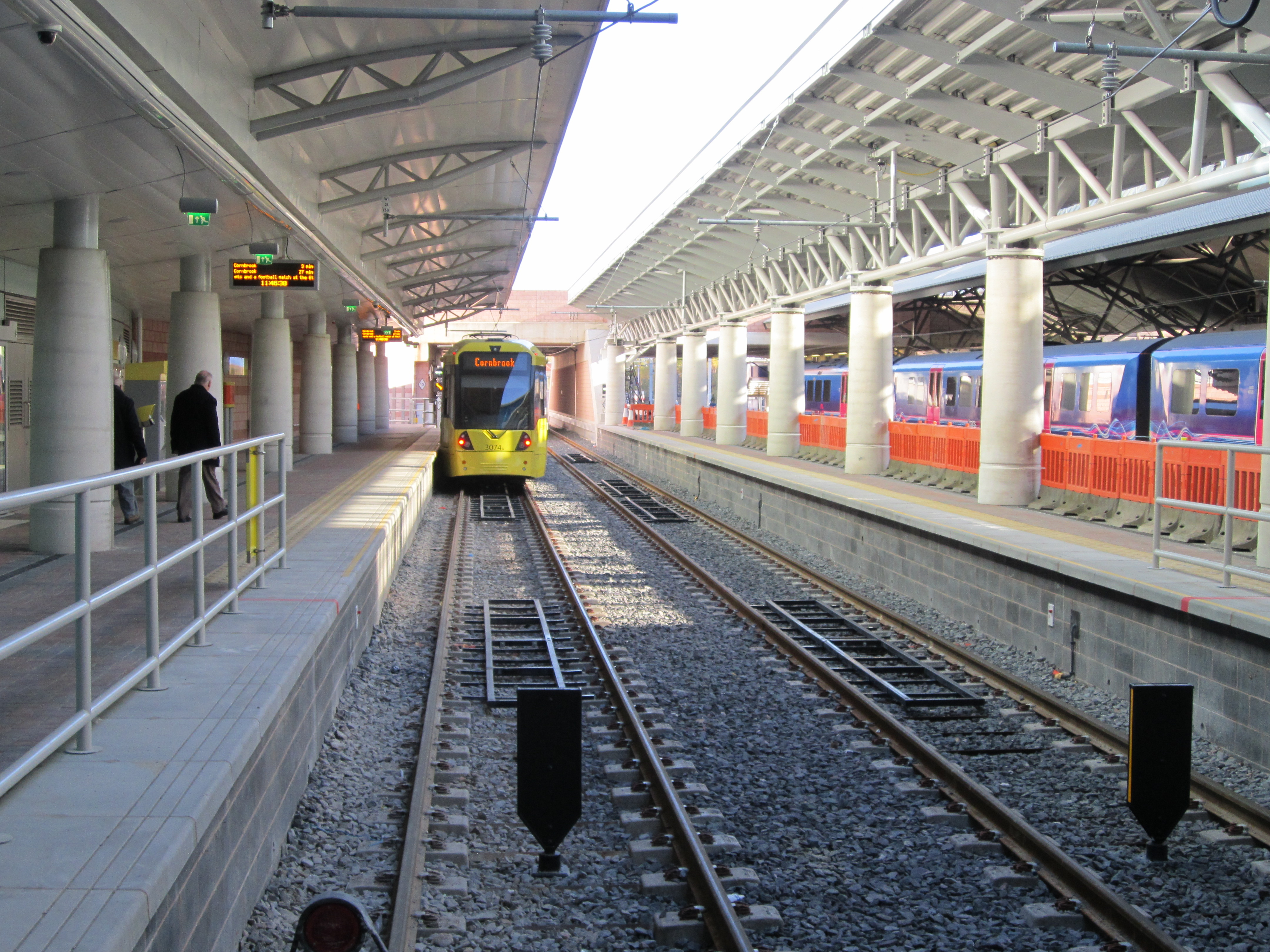
Estación de Metrolink del Aeropuerto de Mánchester

En 2009/2010 el aparcamiento multinivel de la terminal 1 fue totalmente remodelado. Cada nivel del aparcamiento está distinguido con un color. El suelo, muros, techo y pilares fueron repintados y dotadas todas las plazas de aparcamiento de un sensor y una luz verde encima, siendo las plazas vacantes las marcadas con esta luz.
El aparcamiento oficial de larga estancia está ubicado próximo a las terminales y atendido por un bus de cortesía regular. Hay un aparcamiento de larga estancia dando servicio a las terminales 1 y 3, y un aparcamiento de larga estancia exclusivo de la terminal 2. En 2009, el aeropuerto inauguró el JetParks; dos aparcamientos de larga estancia a menos de una milla de las terminales. Esta es una alternativa barata al aparcamiento aeroportuario tradicional y está atendido por un bus lanzadera cada quince minutos las veinticuatro horas del día. El aeropuerto también cuenta con un Shuttle Park para el aparcamiento de larga estancia, que está también atendido por un bus de cortesía regular, y está a las afueras del recinto aeroportuario al este de la terminal 3.

### Tranvía
El sistema de trenes ligeros del Manchester Metrolink ha tenido en sus planes ampliar su red hasta el aeropuerto en los próximos años. Cuando se presentó la idea de la tasa de congestión, parte del esquema para corregir la cantidad de contaminación fue ampliar la red de metro hasta el aeropuerto. Sin embargo, cuando se rechazó la idea, fue puesto en duda el futuro de la red. En 2009, fue anunciado no obstante que la línea sería finalmente construida. La línea del aeropuerto es una prolongación de la línea desde St. Werburgh's Road, a East Didsbury y el aeropuerto de Mánchester. La línea del Metrolink está previsto que sea inaugurada en 2012 y la estación del aeropuerto de Mánchester tiene prevista su inauguración en 2016.

## Futura ampliación aeroportuaria
Como parte del 'Papel Blanco del futuro del transporte aéreo' del Gobierno, el aeropuerto de Mánchester publicó su plan director con las ampliaciones hasta 2030. La demolición de edificios antiguos, como los antiguos edificios de almacenamiento. El antiguo Alpha Catering Building y Males Garage, al este de la terminal 3 han comenzado ya. Esto se está efectuando para dejar lugar a una nueva plataforma y calle de rodadura hasta la pista 06L/24R, y una ampliación hacia el este de la terminal 3, que está previsto que proporcione unos quince puestos cubiertos adicionales. También está previsto construir una calle de rodadura de las mismas dimensiones que la segunda pista, dando servicio a esta y la adicción de más intersecciones intermedias a lo largo de la primera pista para aumentar los movimientos de aviones en tierra.
Los pasajeros en salida de la terminal 1 verán reasignadas las puertas de embarque, con planes de reestructurar los puentes de embarque con el fin de que tanto salidas como llegadas no lleguen a confluir en el mismo nivel, posibilitando un mayor número de áreas de asientos, tiendas de compras de última hora y una zona de embarque y espera para los futuros vuelos del Airbus A380. Actualmente, la puerta 12, ha sido mejorada para acomodar al A380, siendo esta la única puerta capaz de atender este avión en el aeropuerto. En una fase temprana ya se ha llevado a cabo la supresión de los puestos de estacionamiento remoto del módulo sur, construido en 1962, y situado entre las calles Juliet y Kilo y en consecuencia la realineación de la calle de rodadura Juliet como extensión de la calle Bravo.
La terminal 2 está previsto que reciba una gran ampliación, para asimilar su tamaño a los estacionamientos en remoto al oeste. También está en proyecto la construcción de una terminal satélite a la terminal 2. Entre doce y quince estacionamientos cubiertos estarán disponibles entonces gracias avesto. Del mismo modo está prevista una conexión por lado aire para pasajeros en tránsito entre las terminales 1 y 2, planeado con el fin de aunar esfuerzos para incrementar el potencial de Mánchester para convertirse en un importante hub aeroportuario y minimizar las pérdidas de conexiones.
Todas las terminales han pasado por un programa de reestructuración de controles de seguridad y seguridad aeroportuaria, que fue completado en el verano de 2009. Las zonas de control de seguridad tienen nuevas máquinas de rayos X y sistemas de control de autenticidad de pasajeros, que asegurará una mayor y más rápida circulación de pasajeros, a la vez que implementa una mayor seguridad en el aeropuerto. En la terminal 1, el control de seguridad se ha visto ampliado hasta contar con catorce arcos, frente a los seis arcos que había antes de la remodelación. Las nuevas zonas de control de seguridad están operativas actualmente en todas las terminales. La zona de seguridad de la terminal 2 está actualmente emplazada en un nuevo nivel superior, mientras que la zona de seguridad de la terminal 1 se ha desplazado hasta situarse próxima a la zona de facturación. En consecuencia, la zona comercial del lado tierra fue suprimido antes de la remodelación de las zonas de seguridad de ambas terminales, para dar cabida a la ampliación de las zonas de embarque, que llevan directamente a los pasajeros a través una gran zona comercial duty-free. La nueva configuración de la terminal permite un incremento del número de pasajeros y un flujo de movimientos más rápido y fácil.
La terminal 3 vio construida una nueva zona de seguridad en noviembre de 2007, ubicado cerca de la zona de facturación C. Este control fue destinado inicialmente a pasajeros con destinos CTA. En enero de 2008, su uso se hizo posible por parte de todos los pasajeros de la terminal 3, con la excepción de aquellos que tenían como destino Fráncfort, París-Charles de Gaulle y Bruselas. Esta nueva zona de control de seguridad es actualmente usada para todas las salidas de la terminal 3; la antigua zona de seguridad se ha convertido en una zona de espera del lado aire en la terminal 3.
El 27 de abril de 2008, se anunció que el Manchester Airports Group, que es el dueño del aeropuerto de Mánchesterademás de los aeropuertos regionales de East Midlands y Bournemouth, planeaba vender la mayoría de su accionariado, consistente en el 87% de acciones en el pequeño Aeropuerto de Humberside, en servicio desde 1999. El dinero obtenido de la venta iría destinado al desarrollo y ampliación del resto de aeropuertos del grupo, siendo una gran parte de la proporción de este probablemente destinado a sustentar la ampliación de Mánchester. Esta decisión fue más tarde revisada, y el MAG decidió mantener Humberside en el futuro inmediato.

## Críticas
Entre 1997 y 1999 se pusieron tres campamentos de protesta para oponerse a la construcción de la segunda pista, denunciar la existencia de árboles próximos en terrenos pertenecientes a la Memoria Nacional en Styal, Cheshire y contra el transporte aéreo en general. Los campamentos fueron establecidos en Flywood, en Arthur's Wood y en Cedar's Wood. Swampy, un activista famoso, estaba entre los manifestantes.
La segunda pista del aeropuerto de Mánchester fue construida en 100 acres (0,4 km²) de terrenos de prado. Los edificios en este lugar fueron demolidos y reconstruidos en una ubicación cercana, y más de veinte millones de libras fueron invertidos en la restauración y protección medio ambiental. Pese a eso, se ha denunciado que los hábitats naturales fueron destruidos.
La cabecera suroeste de la nueva pista está próxima al pueblo de Knutsford y a la villa de Mobberley. Por ello se ha experimentado un aumento del ruido por parte de los residentes locales debido a la proximidad y baja altura de los aviones
En 2007 el aeropuerto de Mánchester quiso construir en terrenos verdes de Styal con el fin de incrementar las plazas de aparcamiento de coches. Sin embargo, el antiguo Concilio del Borough de Macclesfield rechazó darles el permiso de construcción para ello y expresó su descontento con el aeropuerto por no invertir lo suficiente en transporte público. El Concilio del Borough de Macclesfield ha anunciado su reconsideración de otorgar el permiso de obra para la construcción del aeropuerto. El aeropuerto no ha efectuado otra petición de permiso, pese a las quejas de que el número de aparcamientos es insuficiente para el número de pasajeros actual.

## Incidentes y accidentes
- El 27 de marzo de 1951 un avión Douglas C-47A-75-DL Dakota 3 de carga operado por Air Transport Charter[52] y en ruta al aeropuerto de Nutts Corner, Antrim, Irlanda del Norte, se estrelló poco después de despegar siguiendo el procedimiento de fallo en aviones para ganar altura. Hubo cuatro muertes, dos de los tres tripulantes y dos de los tres pasajeros. La investigación posterior reveló que el accidente fue resultado de una pérdida de potencia en el motor formado por una acumulación de hielo en el carburador, fallo atribuible en parte al capitán que no hizo uso de los controles de calentamiento. En el desplegado y la presencia de nieve en las alas pudieron también haber sido factores desencadenantes.[53]

- El 14 de marzo de 1957, el vuelo "Bealine 411" de British European Airways operado por un Vickers Viscount 701 (Registro G-ALWE) en llegada desde Ámsterdam se estrelló sobre algunas casas de Shadow Moss Road, Woodhouse Park en aproximación final a la pista 24 en el aeropuerto de Mánchester debido a un fallo con los flaps causada por la fatiga en el borde de ataque de ala. Las veinte personas que viajaban a bordo fallecieron, así como dos personas más en tierra.

- El 4 de junio de 1967 – Desastre Aéreo de Stockport – Un Canadair C-4 Argonaut de British Midland Airways (Registro G-ALHG) en llegada desde Palma se estrelló cerca del centro de Stockport tras perder potencia en un motor debido a problemas con el combustible y una aproximación abortada, teniendo como resultado la muerte de 72 personas.

- El 20 de marzo de 1969, el Vickers Viscount G-AVJA de British Midland Airways se estrelló tras despegar. Tres de las cuatro personas que viajaban a bordo murieron.[54]

- El 22 de agosto de 1985 – Vuelo 28M de British Airtours - un fallo de motor durante el despegue desde la pista 24 provocó un incendio, el fuego se extendió rápido hasta la cabina provocando 55 muertes a bordo del Boeing 737-236 Advanced G-BGJL. La imposibilidad de controlar el incendio fue más tarde desvelado que se debió a una reparación incorrecta del carburador provocando que los álabes de la turbina saltasen y perforasen los tanques de combustible de las alas.[55]

- 16 de julio de 2003 – El Boeing 737-800 (Registro G-XLAG) de Excel Airways con 190 pasajeros y siete miembros de la tripulación despegó desde el aeropuerto de Mánchester mientras había vehículos trabajando cerca de la cabecera contraria de la pista. Pese a que la tripulación fue prevenida de la reducción de longitud de pista, despegó desde una intersección de pista con una longitud de pista todavía más reducida utilizando una configuración de empuje reducida para la longitud de pista disponible. El avión pasó sobre los vehículos, evitándolos por 56 pies (17 m), de acuerdo con el informe de la oficina de investigación de accidentes aéreos del Reino Unido. Se efectuaron seis recomendaciones de seguridad.[56]

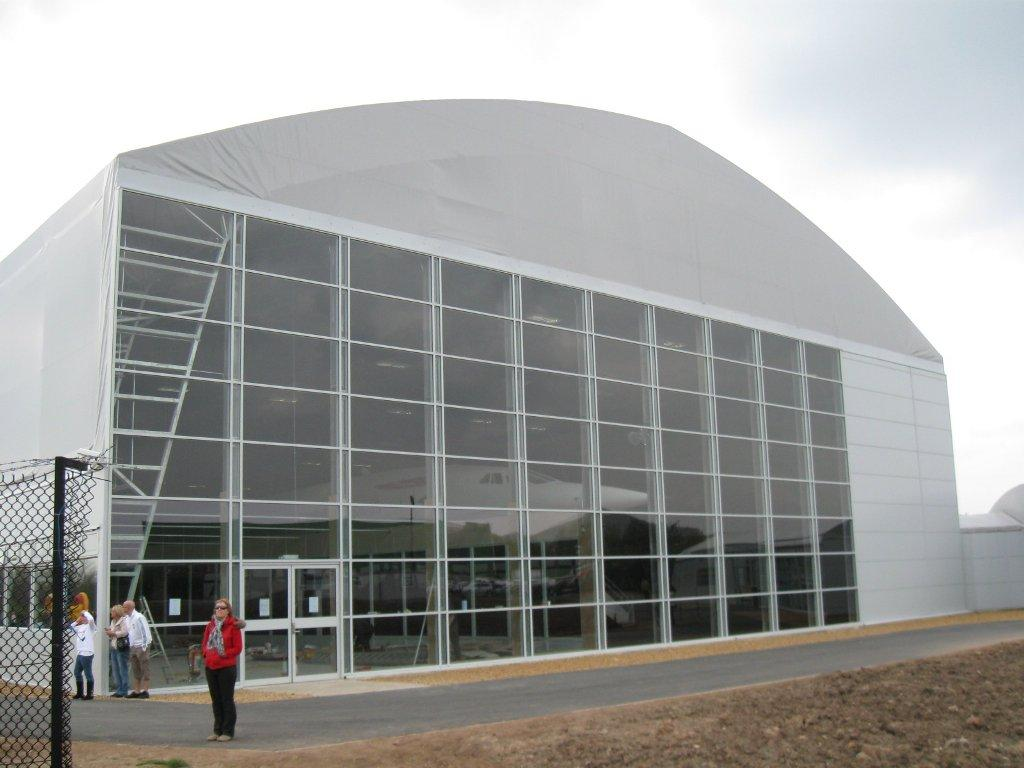
Concorde, ahora en su hangar en el parque observatorio de la aviación.

## Atracciones públicas
El aeropuerto de Mánchester ha creado áreas de libre acceso desde que el aeropuerto fue abierto al público en 1938. Las torres de observación de los sesenta/setenta han sido cerradas debido a motivos de seguridad. En mayo de 1992, se creó el "Parque de observación de la aviación" oficial (AVP) junto a la A538 en el suroeste del aeródromo. Este mismo fue reubicado en el lado oeste del aeródromo en mayo de 1997 para posibilitar la construcción de la segunda pista. Rebautizado como "parque del visitante de la pista" en junio de 2010, la instalación está muy bien valorada al ofrecer la mejor ubicación oficial para ver las instalaciones para hacer spotting aeronáutico. Los visitantes pueden ver a los aviones aterrizando y despegando desde ambas pistas, así como a los aviones rodando desde y hacia la pista. La atracción actualmente acoge a unos 250.000 visitantes al año. Este parque cuenta así mismo con cafetería y una tienda que vende objetos relacionados con la aviación. Los aviones en exposición pública son:

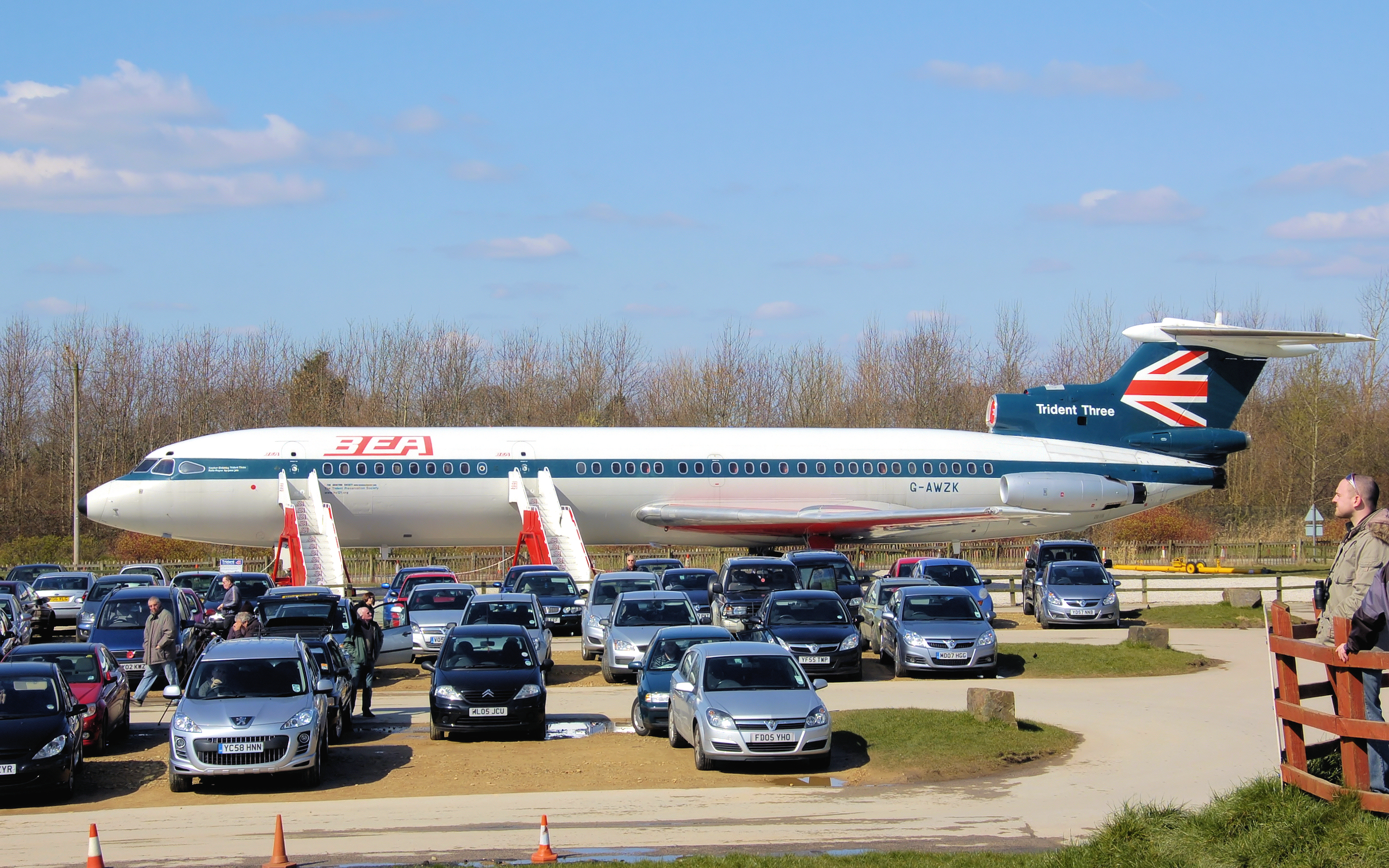
Hawker Siddeley Trident 3B ex-British European Airways preservado en el parque de observación de la aviación. Entregado nuevo en 1971, como G-AWZK voló para BEA y British Airways, hasta su retirada en 1985.

- El G-BOAC, un Concorde retirado de British Airways, siendo este uno de los siete Concorde de la aerolínea. El proyecto de construcción de un hangar para el reactor supersónico fue retrasado debido al descubrimiento de restos históricos protegidos[58] en el lugar, que el aeropuerto tuvo que recolocar con cargo a su cuenta. El avión fue trasladado a su hangar el 13 de enero de 2009.

- El último avión comercial británico en ser construido en el Reino Unido, el BAE Systems Avro RJX G-IRJX.

- El fuselaje frontal del Douglas DC-10 de Monarch Airlines G-DMCA, que fue retirado en 2002.

- Uno de los dos únicos Hawker Siddeley Trident 3B preservados, este con registro G-AWZK con la librea completa de BEA.

- Un antiguo avión de la RAF Nimrod, nuevo para el parque en 2010.

El nivel 13 del aparcamiento de corta estancia de la terminal 1 es otro de los puntos de observación famoso, punto de reunión de los spotters en los últimos 32 años. Como parte del reciente remodelado, la cafetería y la tienda de aviación otrora parte de la zona de observación están actualmente cerradas, siendo la última traslada a la zona de llegadas de la terminal 1. El aparcamiento en nivel (13) es actualmente usada para el aparcamiento de coches de alquiler para compañías como Hertz y Europcar. El edificio que una vez acogió la cafetería y la tienda de aviación es actualmente la zona de recepción/oficinas para las compañías de alquiler de coches. El spotting está todavía permitido en el nivel 13, y es todavía un buen lugar para tomar fotografías de aviones en rodaje y estacionados en la terminal 1, terminal 2, la terminal mundial de carga y los hangares. Los puestos de estacionamiento de la terminal 3 no son visibles desde el nivel 13; siendo mejor observados desde el lado sur del aeropuerto cerca de Moss Lane.
El hotel del aeropuerto es un establecimiento público gestionado por Robinson's Brewery, y está situado en la carretera de Ringway a aproximadamente 0,5 millas (0,8 km) del aeropuerto. Hay un amplio espacio de cervecerías tras la conclusión por el este de la calle de rodando J y al este del umbral de la pista 23R que está a sólo 50 pies (15,2 m) y proporciona buenas vistas de los aterrizajes y aproximaciones este-oeste y también de algunos despegues.